# Église Saint-Roch de Saint-Sulpice-et-Cameyrac
Pour les articles homonymes, voir église Saint-Roch.
L'église Saint-Roch est une église romane du XIIe siècle située sur la commune de Saint-Sulpice-et-Cameyrac, dans le département de la Gironde, en France.

## Localisation
L'église Saint-Roch se trouve au centre du bourg de Saint-Sulpice-et-Cameyrac, sur la route départementale D13.

## Historique et description
Selon les recherches de Léo Drouyn menées vers 1850, de Christian Bougoux et des historiens locaux, la construction de l'église primitive date d'environ 1090. Les droits de la paroisse étaient partagés entre l'Abbaye royale de Saint-Jean-d'Angély et celle de Sainte-Croix de Bordeaux.
L'abside et le chœur datent du XIe siècle et leurs voûtes ont été restaurés au XVe siècle.
L'église est composée d'une nef, suivie d'un chœur rectangulaire et d'une abside semi-circulaire. L'abside a été flanquée de contreforts au XVIIe siècle. Elle est éclairée par trois fenêtres très évasées.
La corniche de l'abside s'appuie sur seize modillons qui sont décrits ci-dessous.
La façade occidentale à trois niveaux date du XIIIe siècle. La porte s'ouvre sur quatre archivoltes ogivales. Le premier étage était orné d'une arcature formée de trois arcs ogivaux subtrilobés. Lors de la reconstruction, en 1806, du côté sud du clocher, un de ces arcs a été détruit.

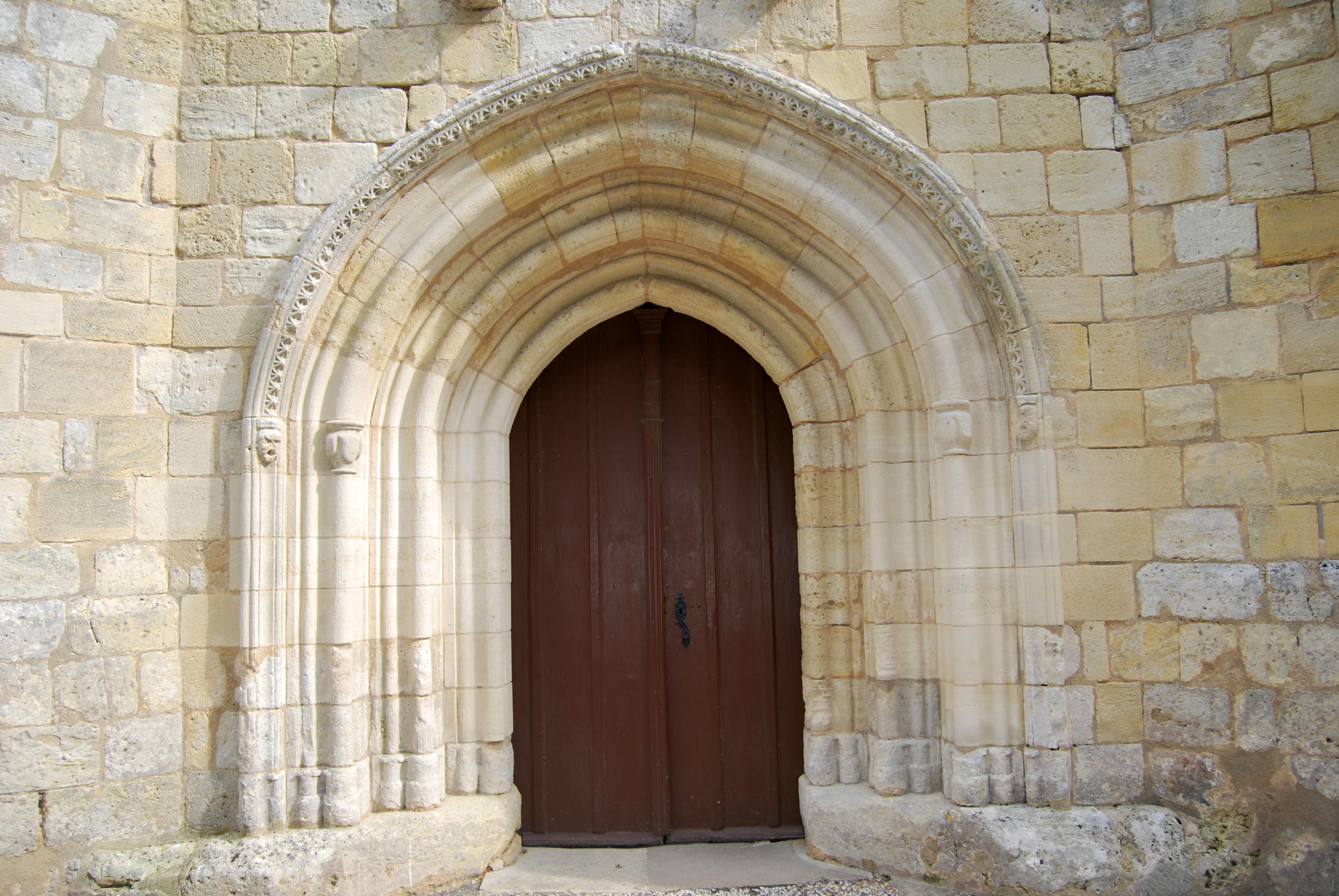
Portail
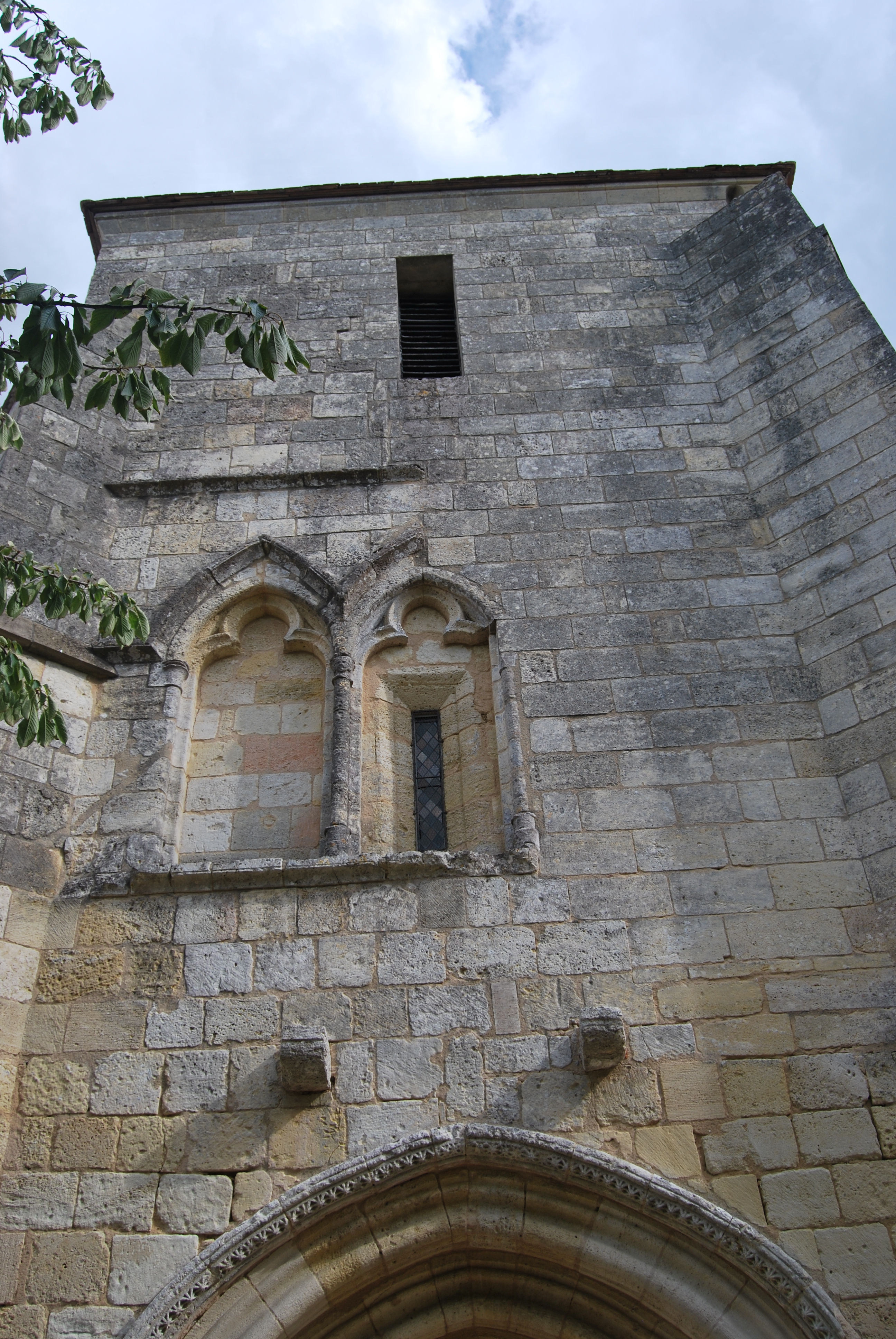
Façade ouest premier étage
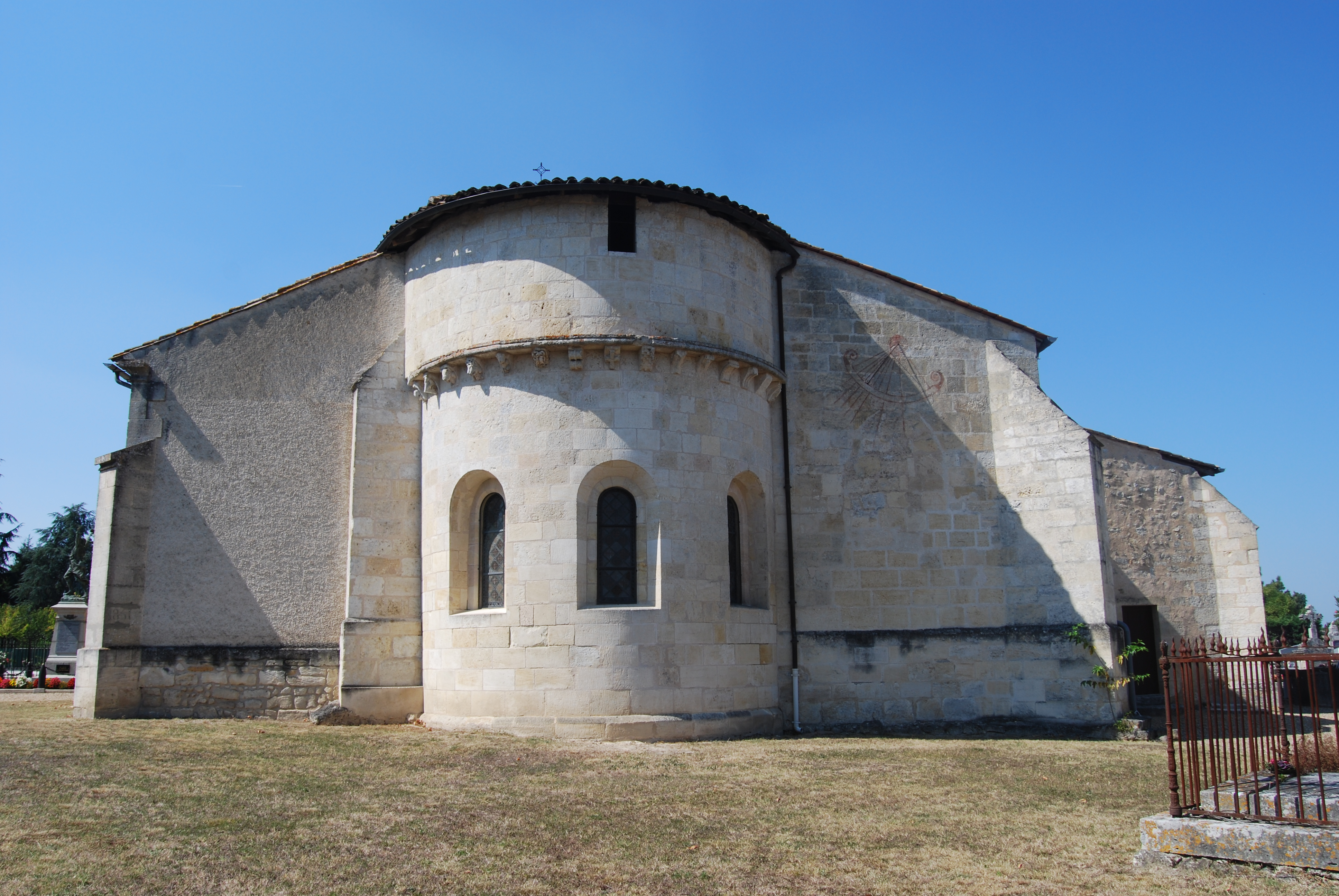
Chevet, corniche et Sacristie
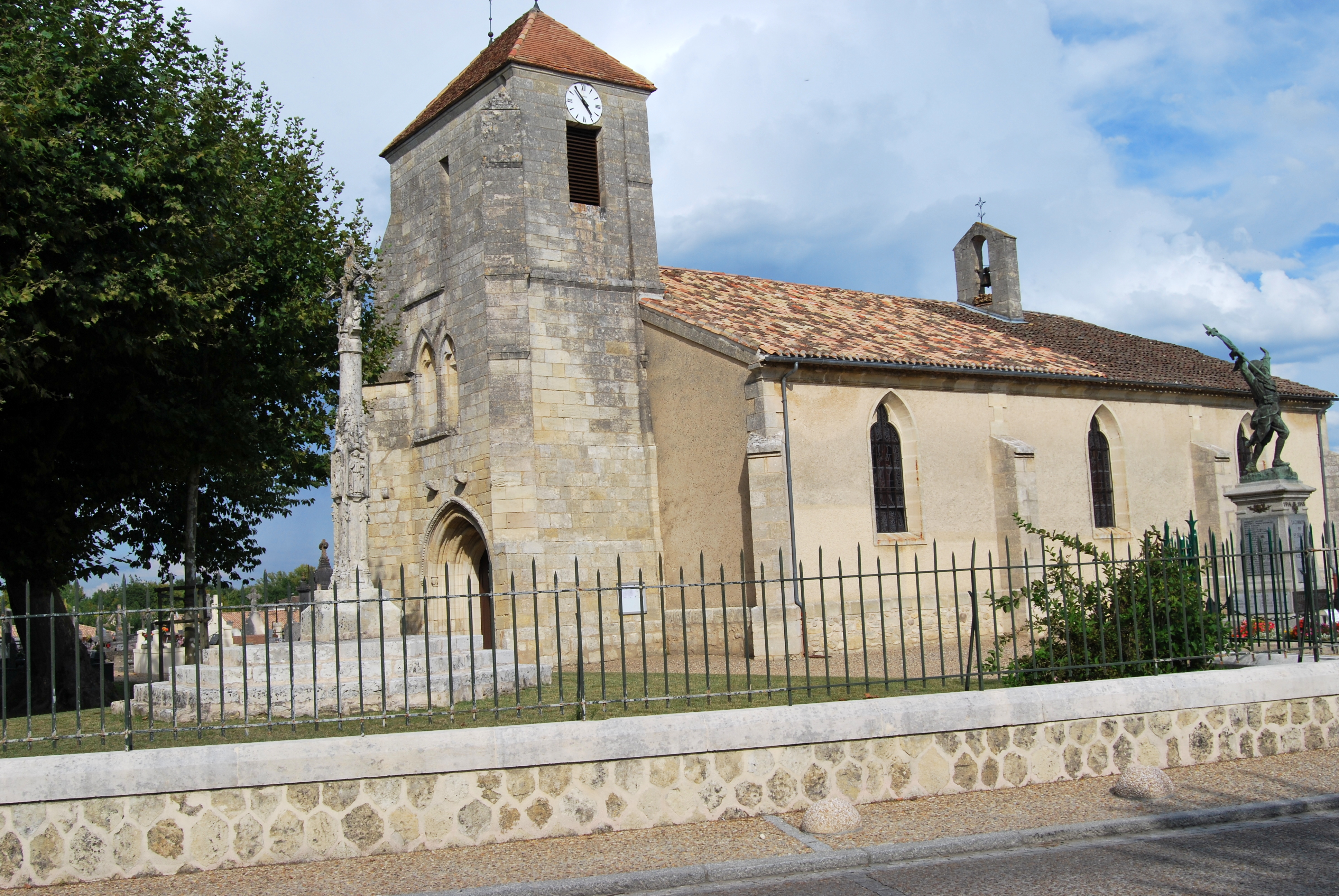
Clocher et face sud
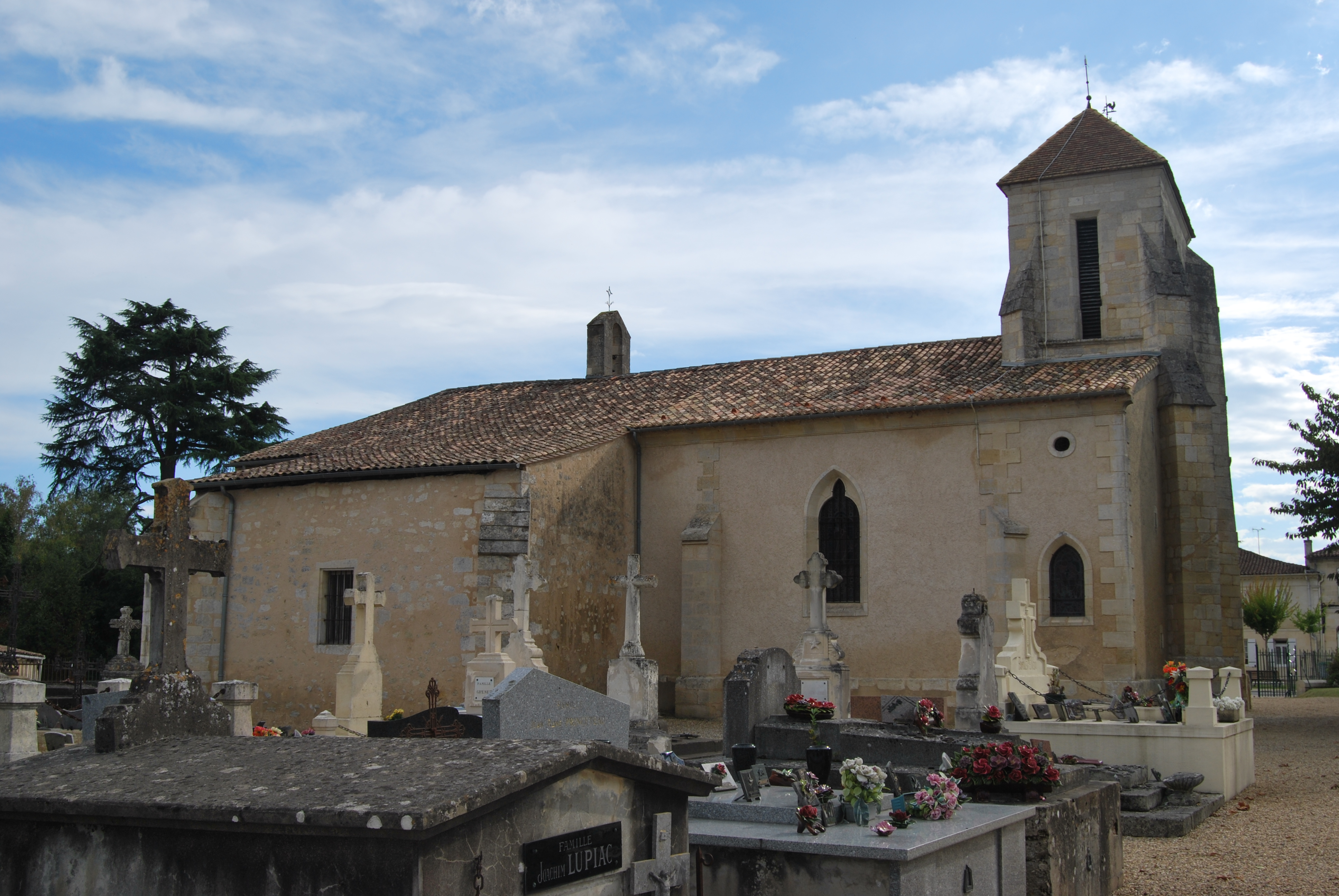
Face nord

Le clocher possède deux cloches : La grosse cloche (891 kg) qui sonne le mi et la petite cloche (460 kg) qui sonne le la. On accède à la tribune, puis aux deux cloches principales par un escalier à vis en pierre. Le soubassement du clocher est  voûté en berceau ogival. Les deux arcs des extrémités de ce berceau retombent sur des colonnes surmontées de chapiteaux sans ornement.

## Les modillons de la corniche
L’intégralité de ces modillons du XIIe siècle nous est connue par des dessins réalisés par Léo Drouyn en 1847. Il y avait des entrelacs, des tonneaux, des obscénités, des têtes de lion et de bœuf, un homme à tête d'animal; un autre  subit un supplice ressemblant à celui de la cangue, il est assis à la mode turque et s'ouvre la bouche avec les deux mains; deux oiseaux entrelacés avec deux dragons; deux personnages, l'un ventre en l'air, l'autre accroupi sur le premier, joue d'un instrument qui ressemble à un cornet à bouquin; un homme vêtu d’une robe plissée jouant du psaltérion, un homme nu, des motifs géométriques et une croix sur le modillon axial.
Sept des modillons ont été détruits lors des restaurations dans la seconde moitié du XIXe siècle et remplacé par des corbeaux simples.
Le jouer de psaltérion, l'homme nu et la bête, qui dénoncent les plaisirs de la chaire, se trouvent également sur l'église Saint-Martin d'Izon, le village voisin.

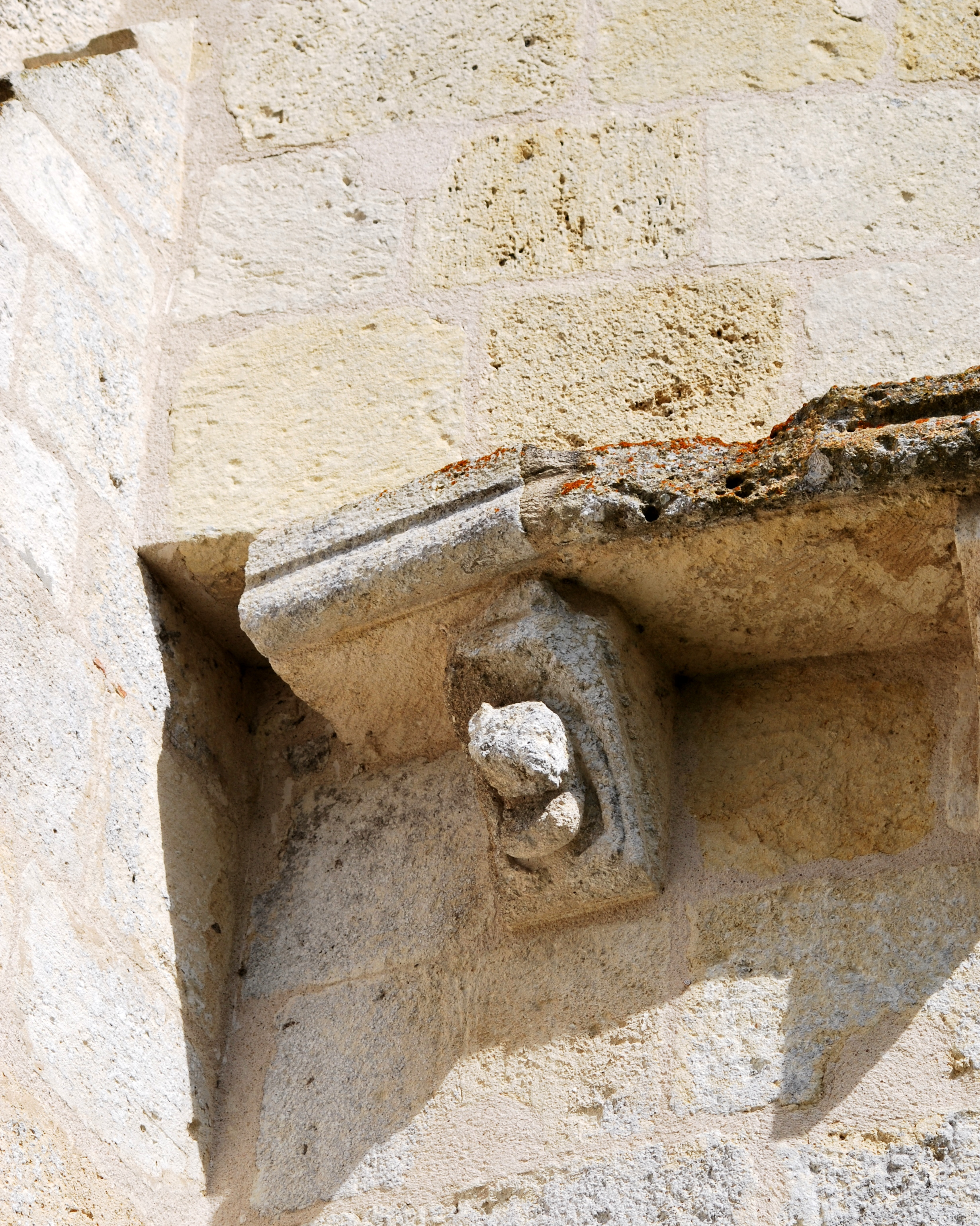
(Non identifié)
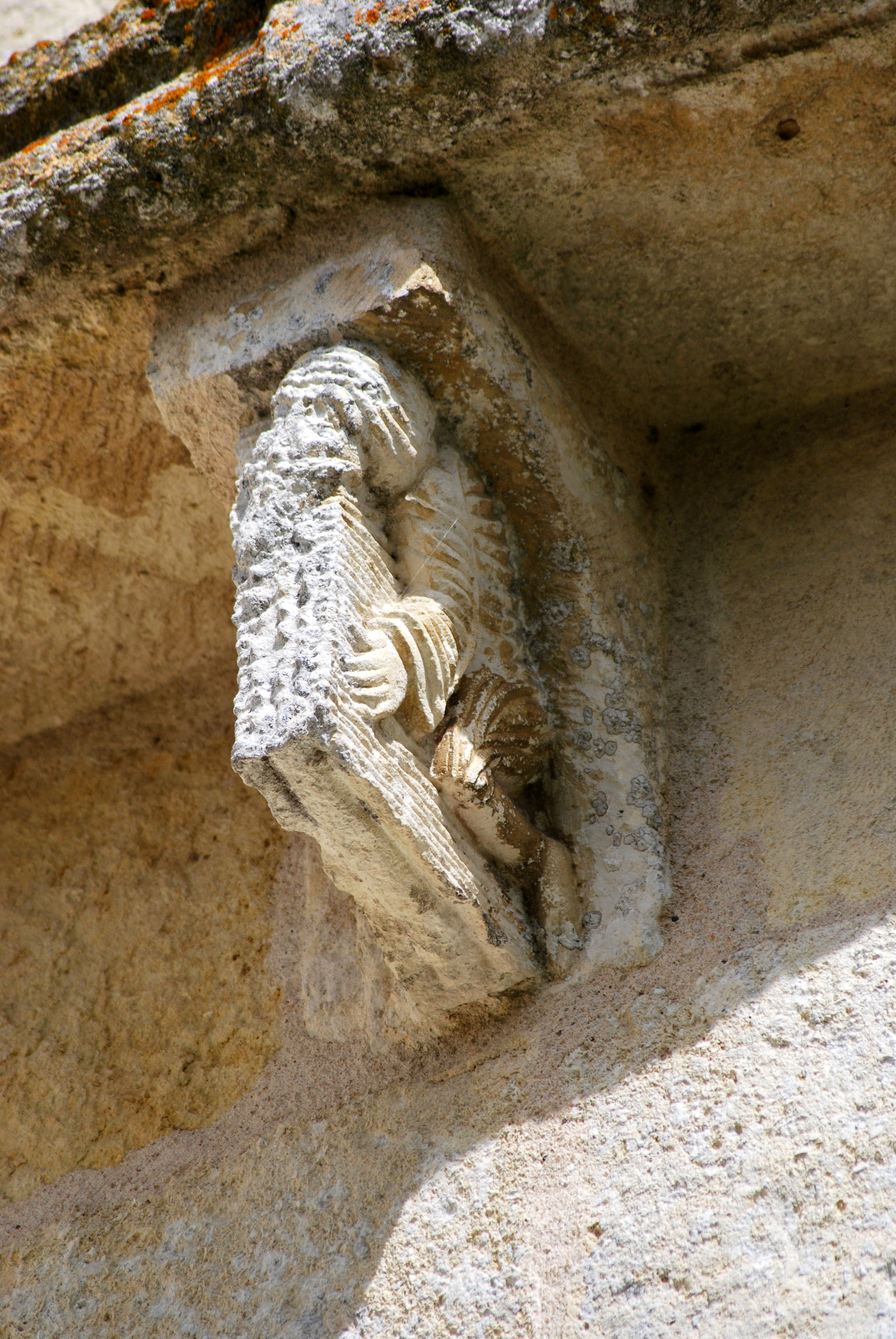
L'homme qui joue du psaltérion
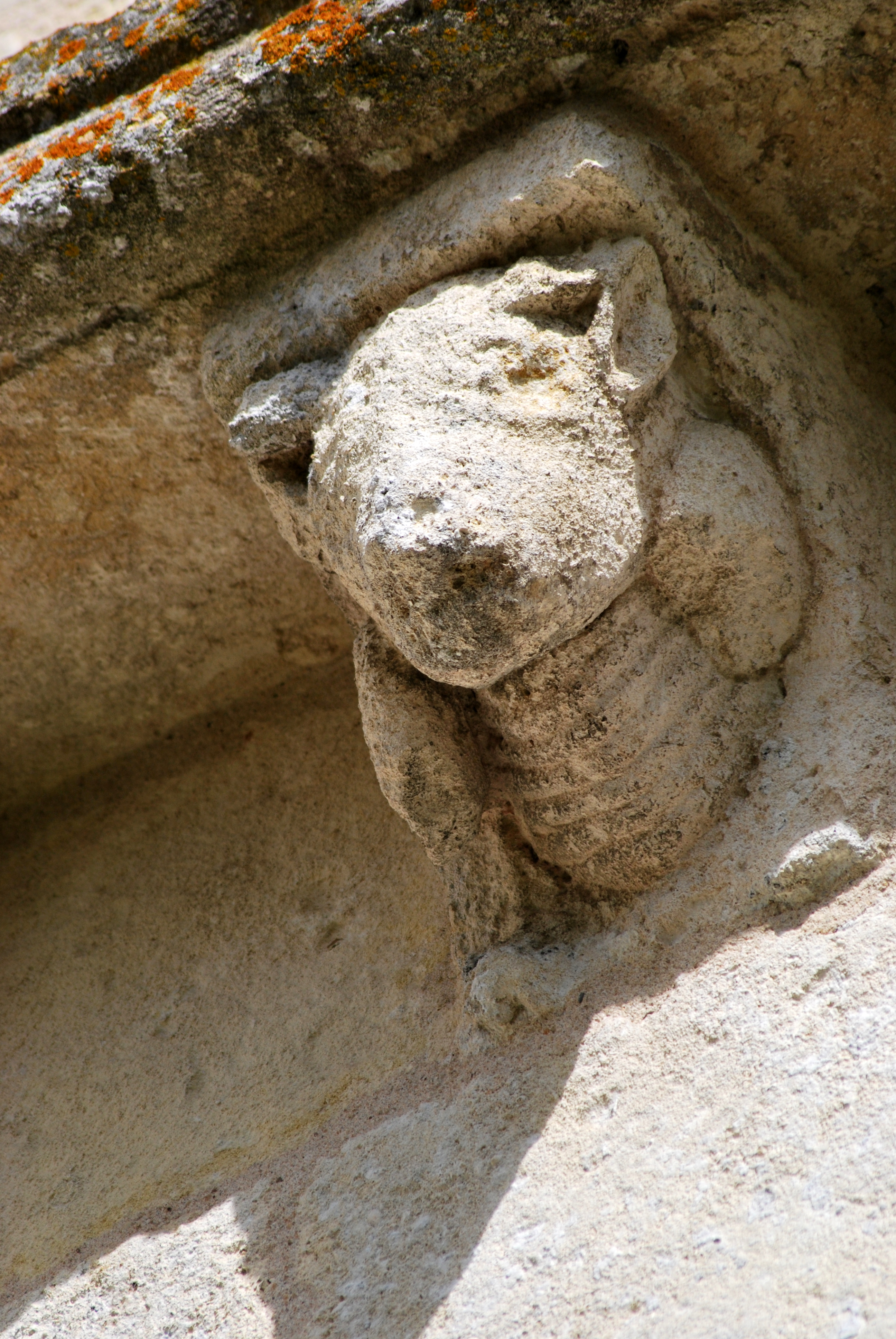
La tête de bœuf
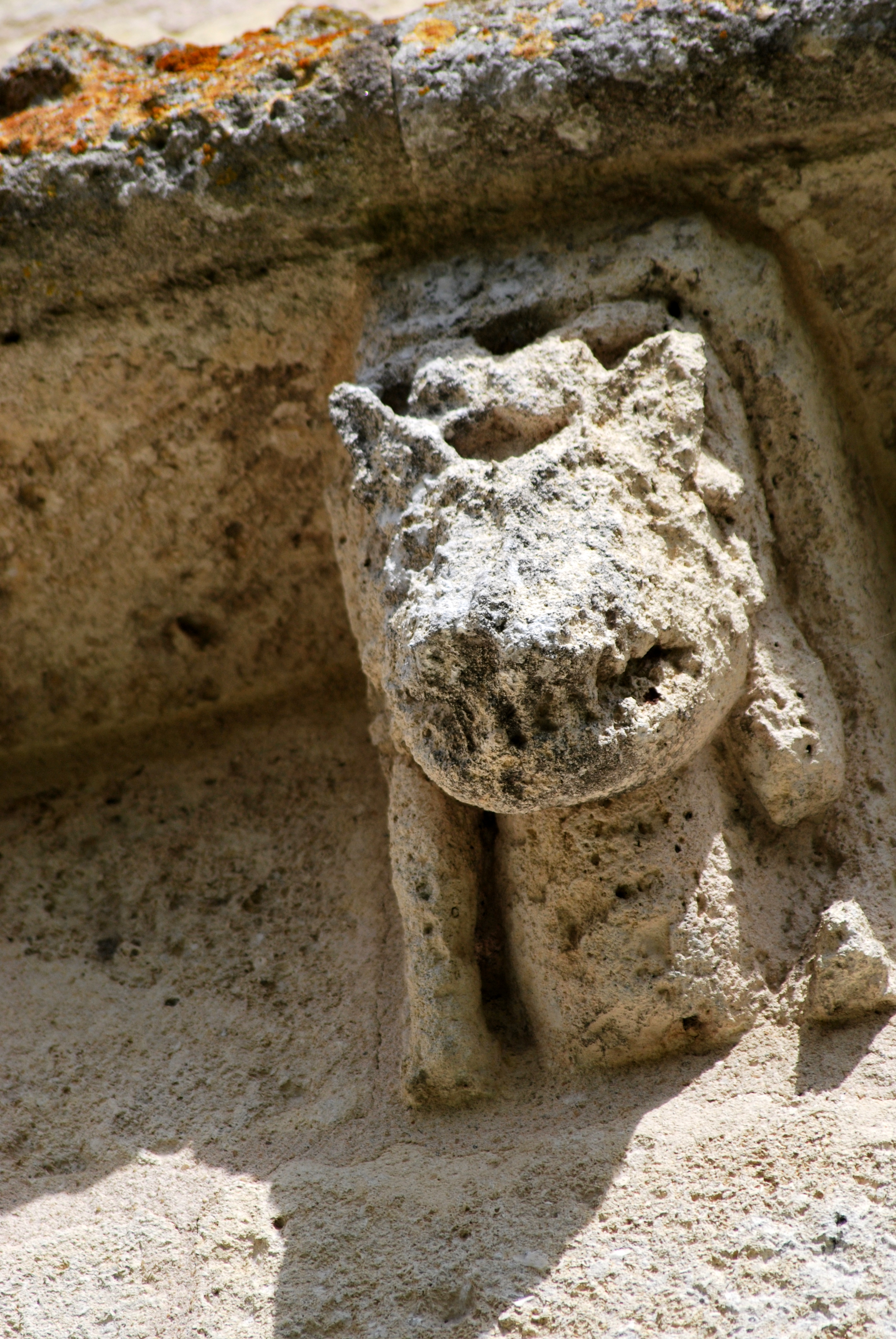
Un homme à tête d'animal fantastique
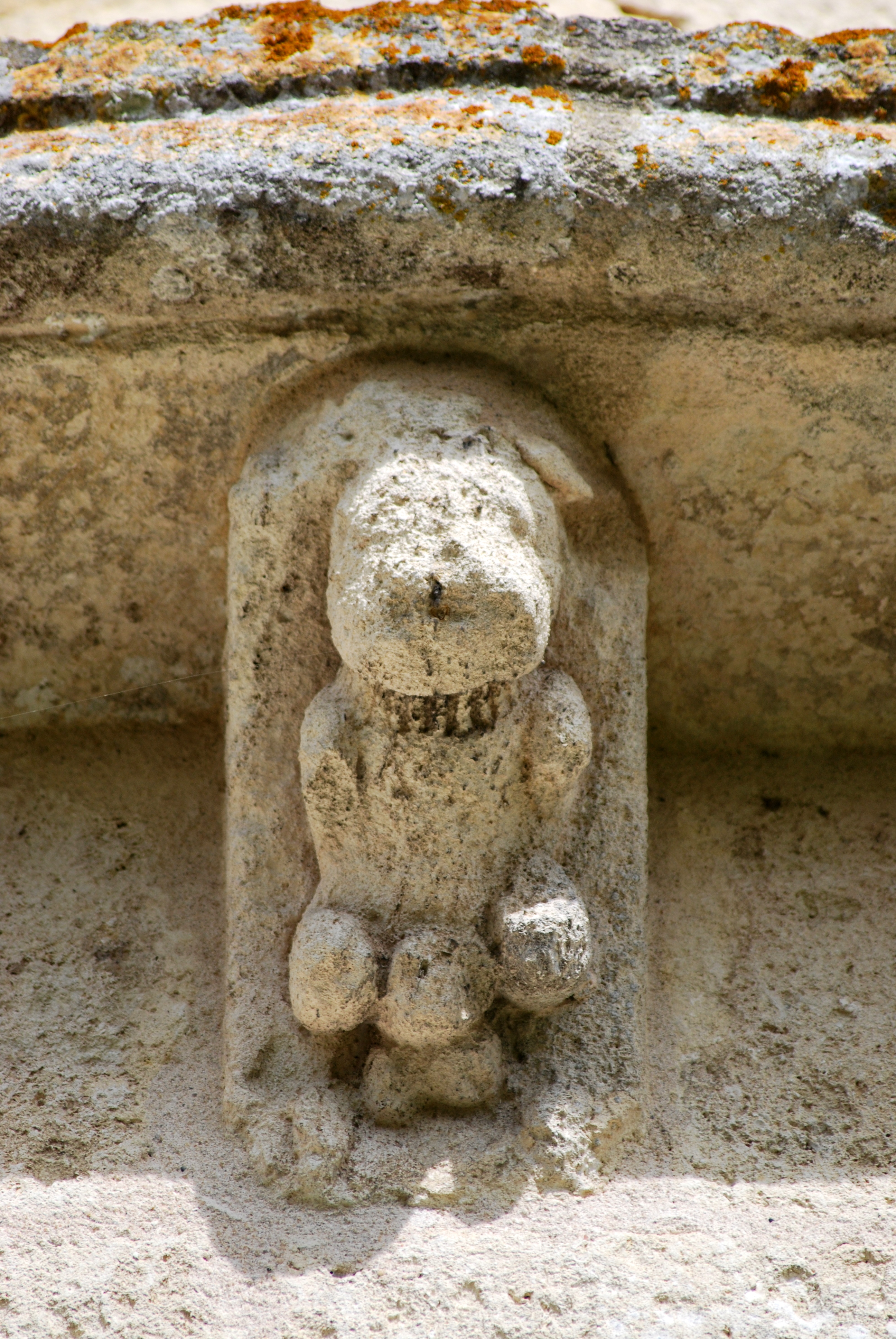
L'ours ithyphallique
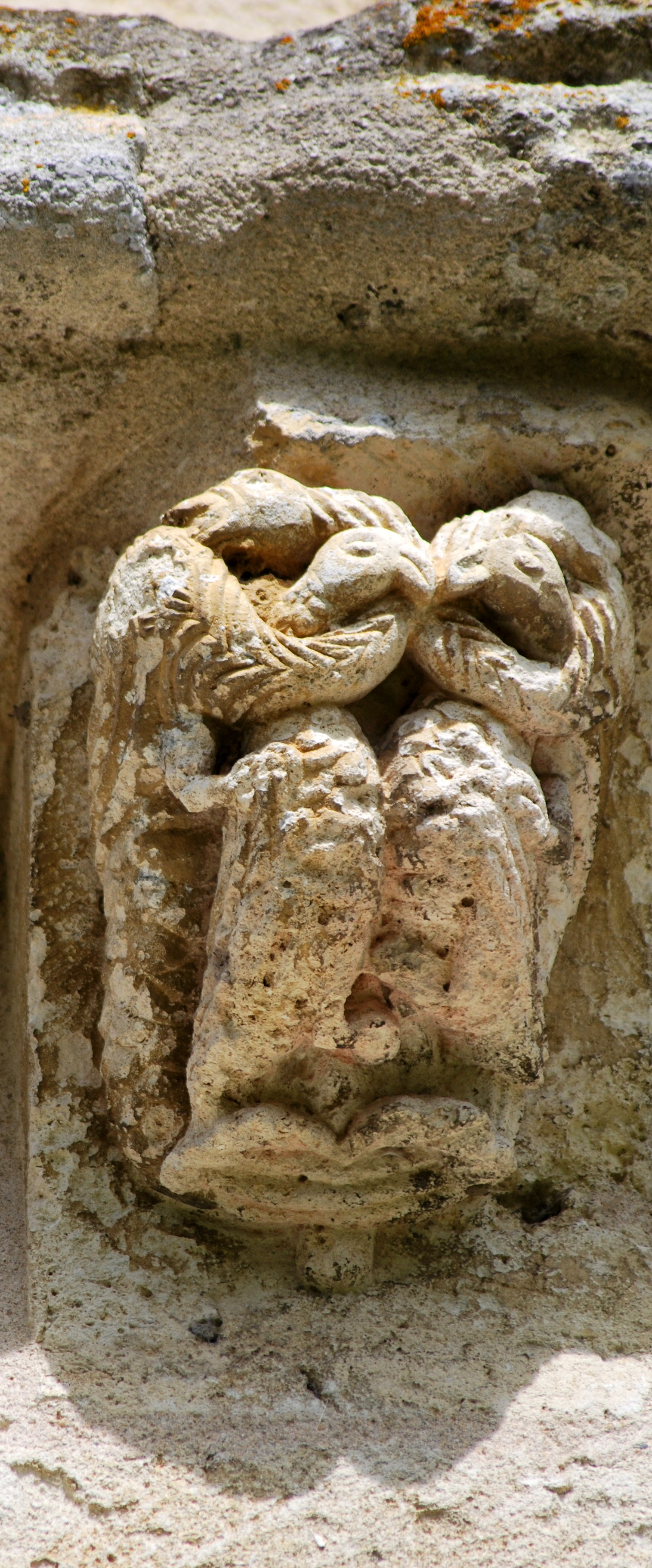
Deux oiseaux entrelacés avec deux dragons
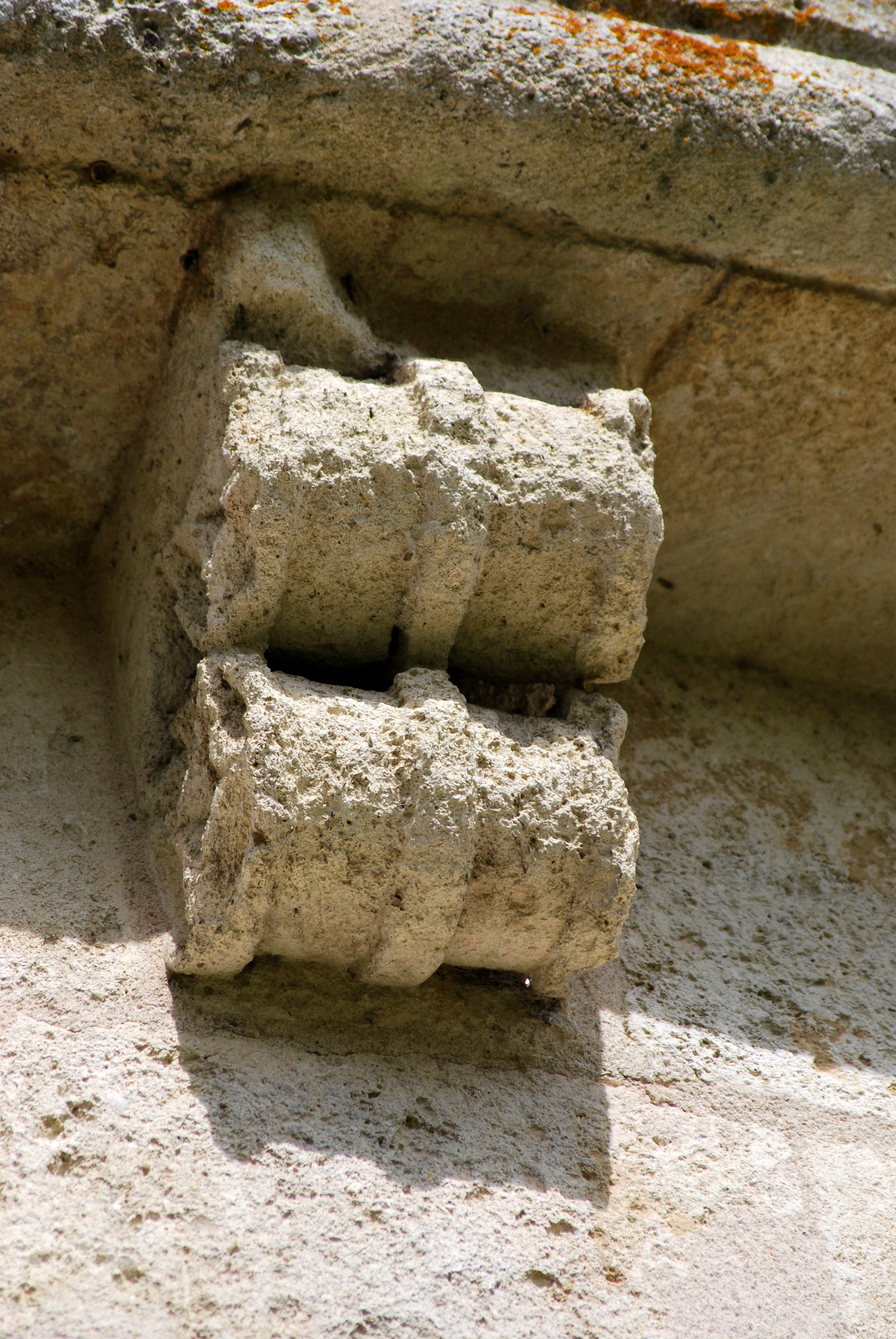
Deux tonneaux
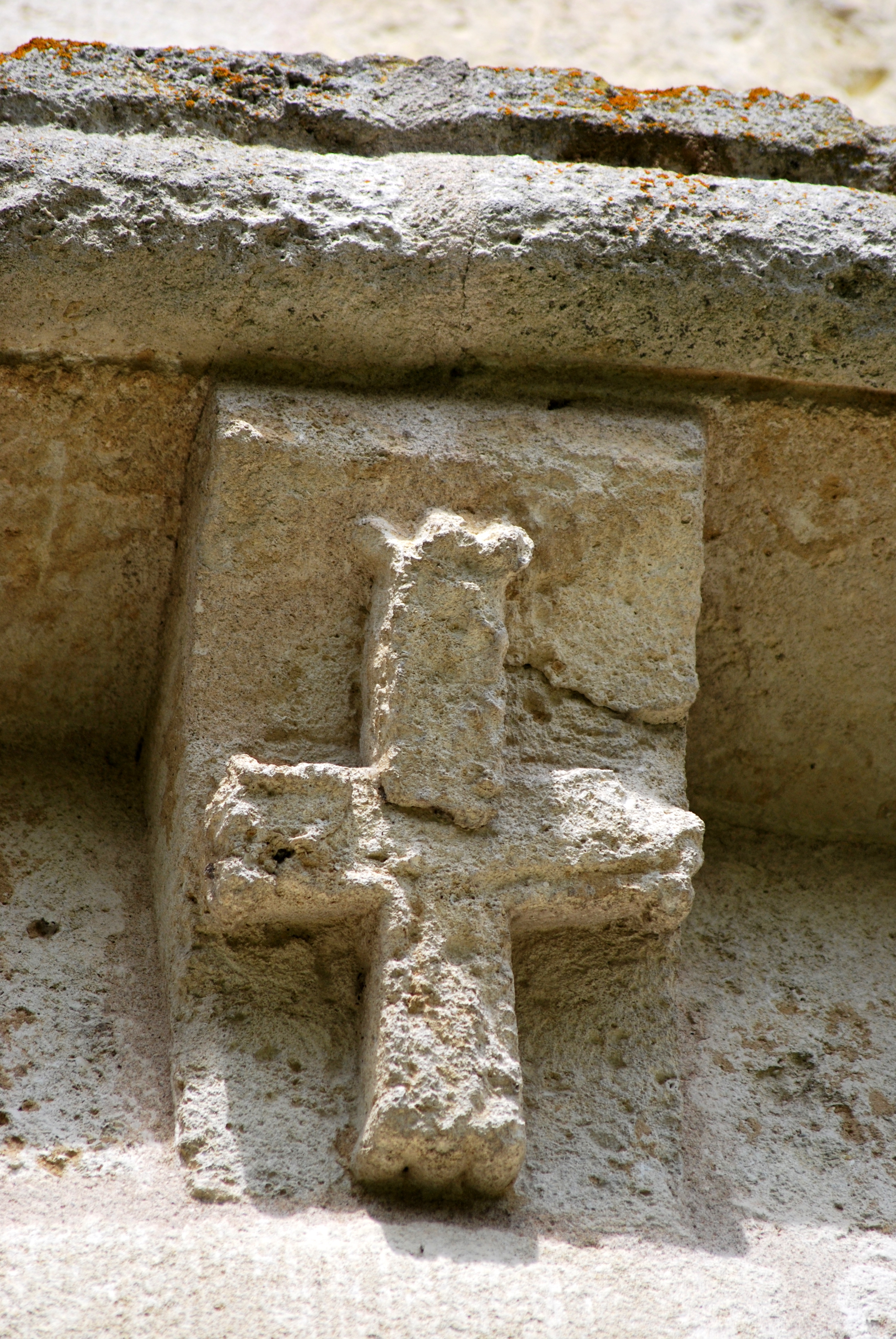
La croix
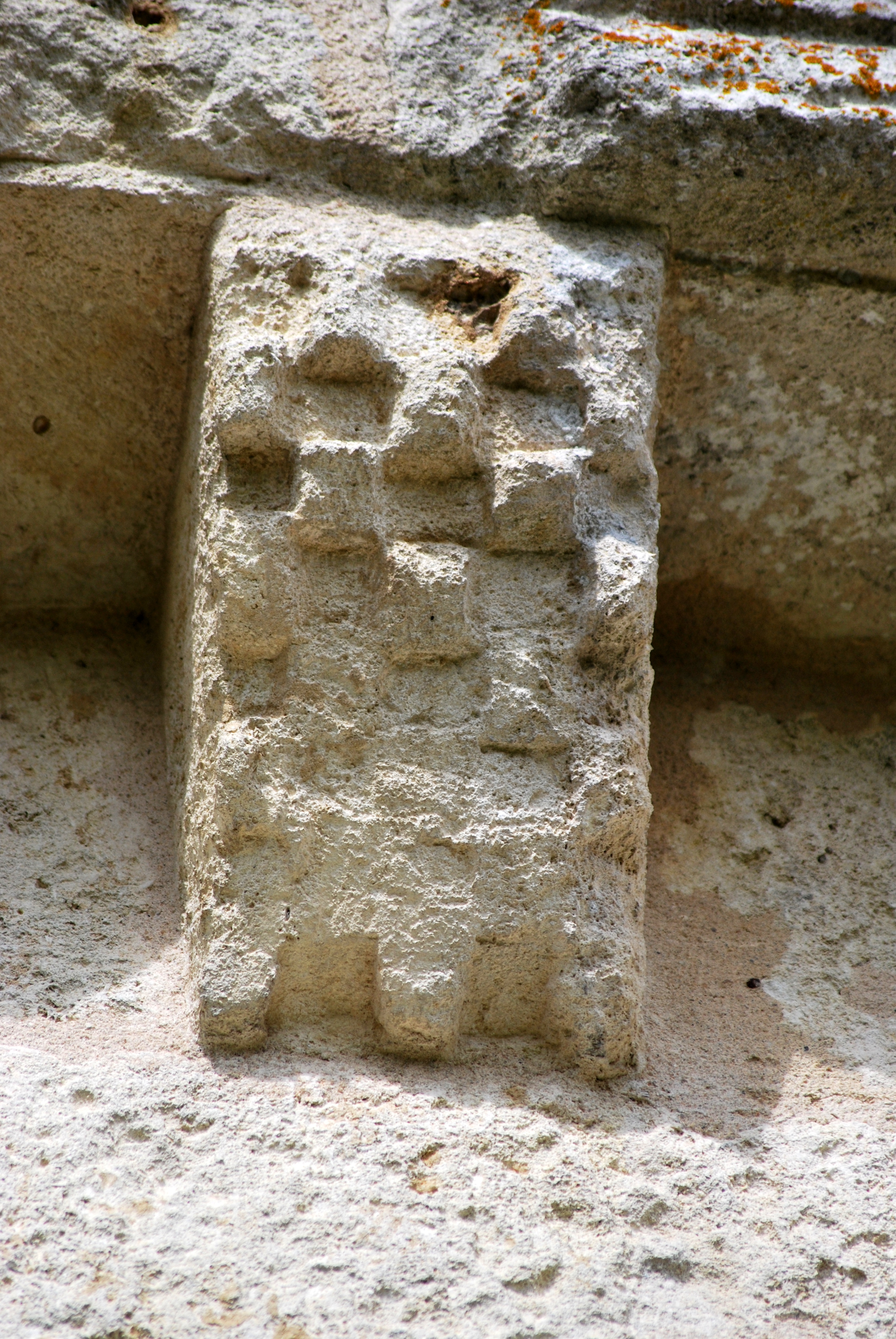
Le damier

## À l'intérieur de l'église
L'état de conservation des quatre chapiteaux du XIIe siècle, deux sur les colonnes de l'arc triomphal, deux sur les colonnes entre le chœur et le sanctuaire, est remarquable.

### Les chapiteaux de l'arc triomphal
|  |

|  |

|  |

Nord : Un lion dévore les jambes d'un homme renversé la tête en bas. La queue du lion divisée en deux tiges est ornée à chaque extrémité d'une fleur. Un oiseau perché sur sa tête lui picore les oreilles.
À côté de ce groupe se tient debout une femme couvert d'une tunique, ses deux mains appuient sur l'abdomen. Le cou, les bras et les jambes sont enchaînés par les liens. Elle est parturiente, mais non-mariée car elle ne porte pas un voile. La tête de l'enfant est visible entre ses jambes sous la jupe de la femme, un enfant illégitime.
Dans l'imagerie romane, la parturiente/pécheresse est souvent accompagnée d'un homme. La composition insiste sur les fautes du présumé séducteur: sa chute, tête en bas, les jambes avalées par un lion, ses mauvaises fréquentations (lion-oiseau), son impénitence, car ses mains se raccrochent à la patte du lion et à l'un des liens qui le rattachent à la mère 'en travail'. On trouve une composition similaire dans l'église Saint-Marcel de Beychac, à cinq kilomètres de Saint-Sulpice.

Sud : L'ange de la mort ravissant l'âme d'un défunt. On voit des feuilles d'eau, une colonne rectangulaire de séparation et un monstre aillé qui tient entre ses serres un homme mort étendu sur le dos.
Un petit corps nu aux jambes pendantes, selon un code iconique adopté jusqu'à la Renaissance, est l'emblème de l'âme échappée du corps d'un défunt. L'homme médiéval pensait que le moment ou l'âme va sortir du cadavre, elle était guetté à la fois par des anges et par des démons ailés. Ici c'est le démon qui a gagné et l'emporte en enfer, symbolisé par les trois flammes ascendantes en forme de volutes superposées. La colonne marque la séparation entre la mort éternelle en Enfer et la vie éternelle au Paradis.

### Les chapiteaux entre le chœur et le sanctuaire
Nord : Il y a une tête monstrueuse tenant entre sa gueule, armée de dents, des fleurs. Au-dessus, un animal hybride : la tête, le corps et les serres sont d'un oiseau et la queue d'un serpent. Deux serpents enlacés complètent ce groupe. Ce sujet est reproduit deux fois. Ils sont: le lion(symbole de Satan), le basilic et l'aspic.
Sud : La corbeille est ornée de sarments entrelacés, dont les feuilles sont disposées en quinconce. Ce chapiteau confirme l'influence de l'abbaye Sainte-Croix à Bordeaux où existent des chapiteaux similaires.

### Le mobilier
La chapelle Saint-Roch contient un retable datant de la fin du XVIIe siècle. Il comporte une niche centrale abritant une statue de saint Roch et surmonté d'un fronton orné de motifs végétaux avec un chérubin au centre.
La table de communion, l'autel majeur et l'autel de la Vierge datent de la fin du XIXe siècle.
La balustrade en bois de la tribune, située au-dessus de l'entrée principale, est l'ancienne table de communion. Elle date du XVIIe ou XVIIIe siècle.

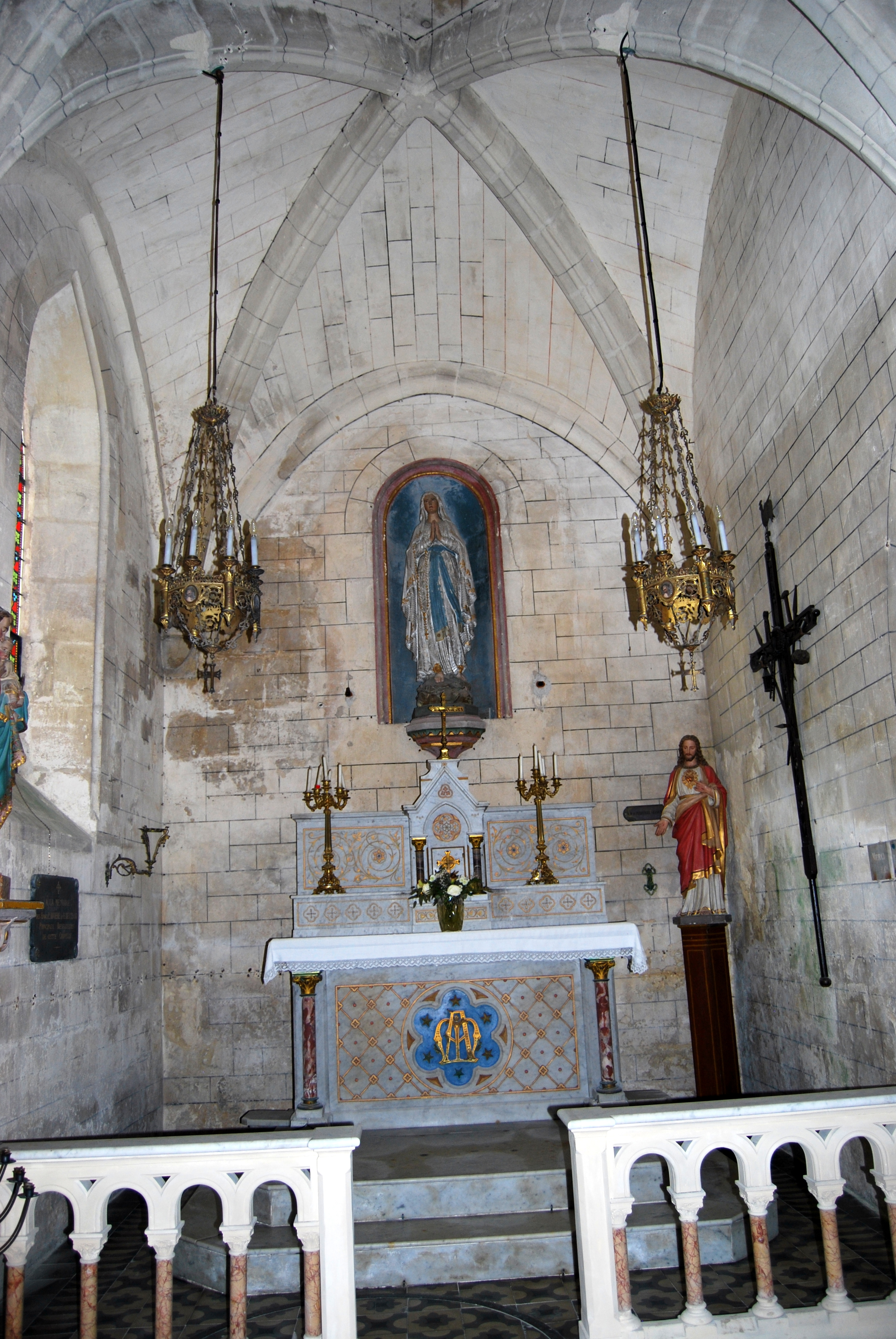
Chapelle de la Vierge
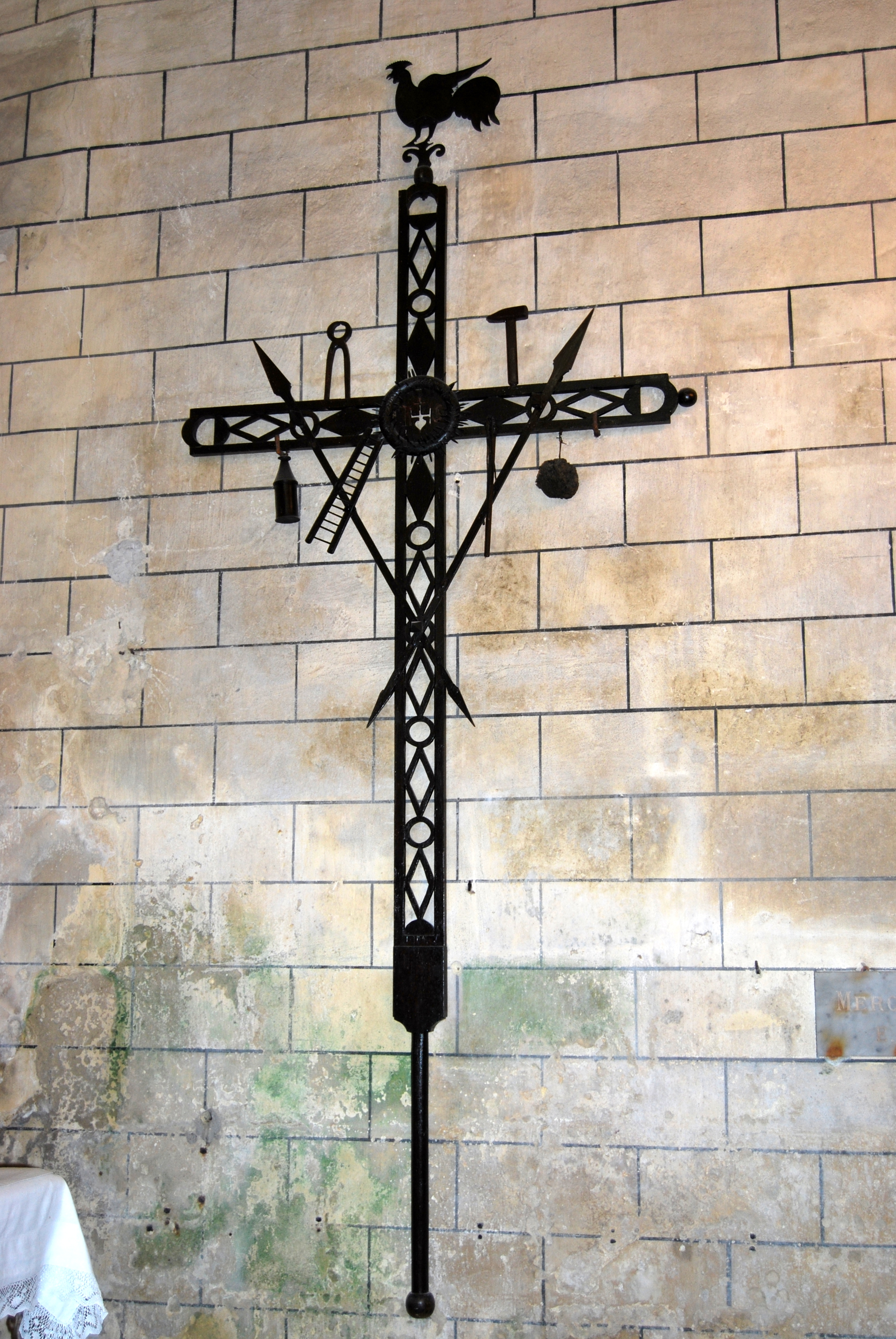
Crucifix et ses instruments de torture
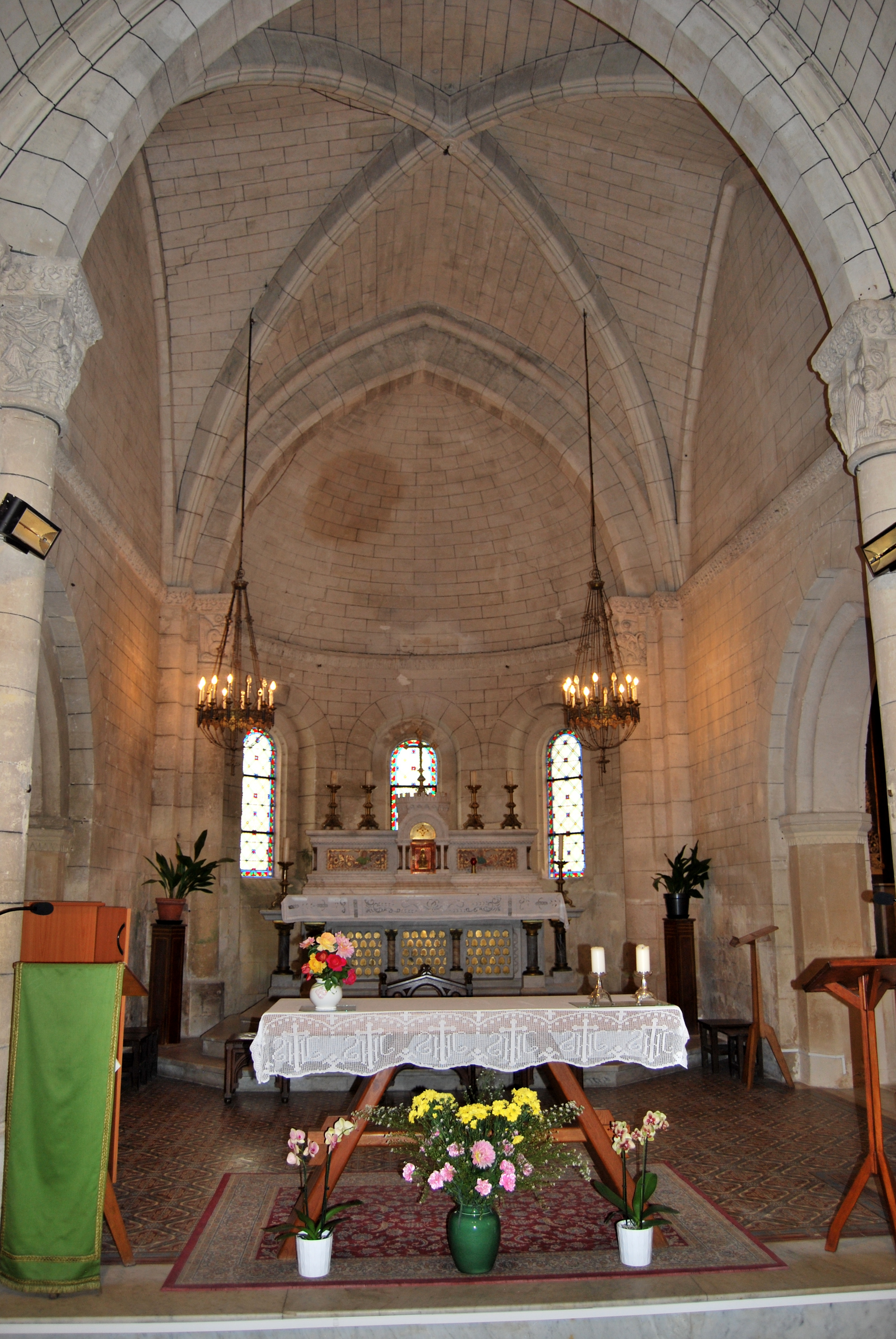
Autel majeur
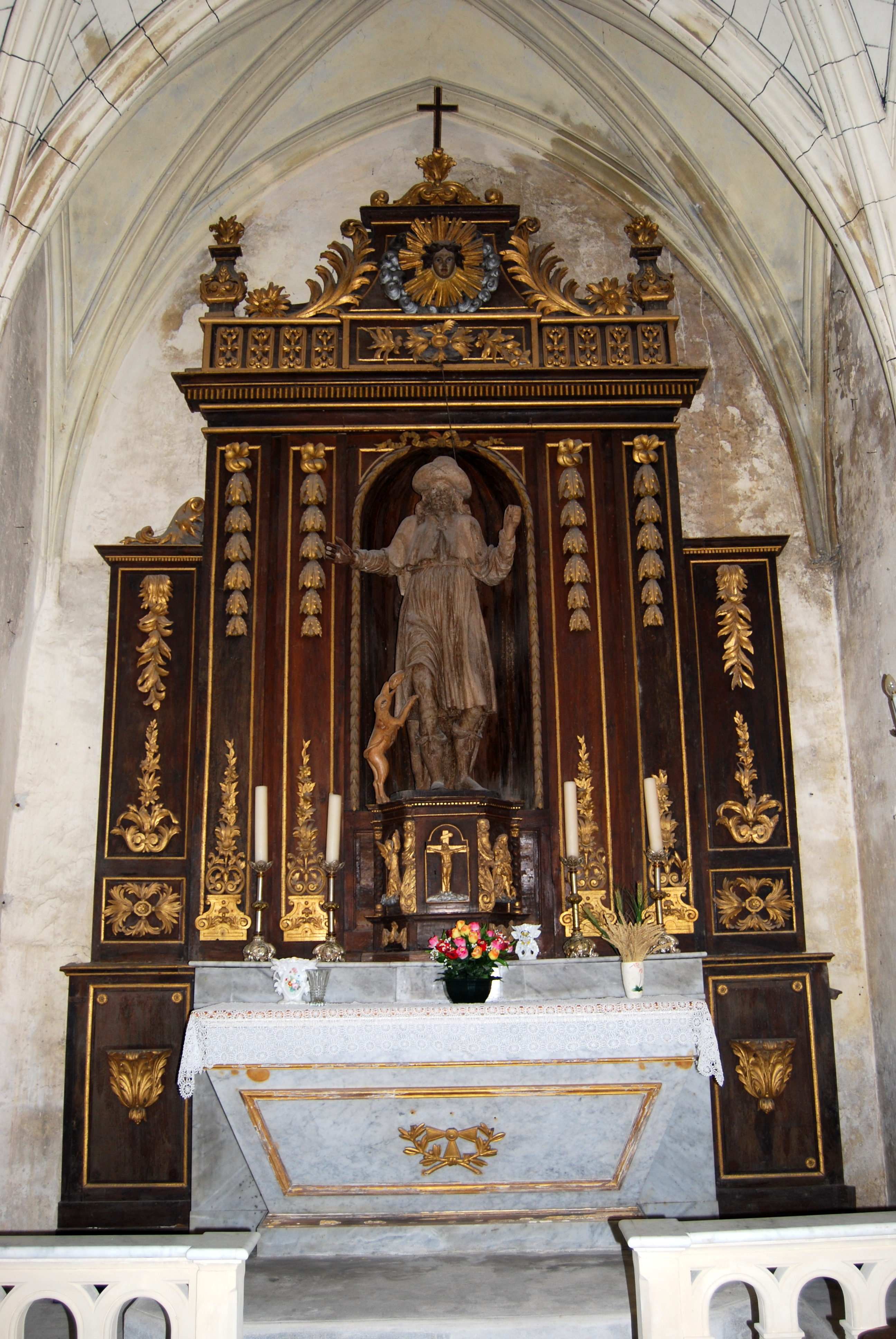
Chapelle Saint-Roch
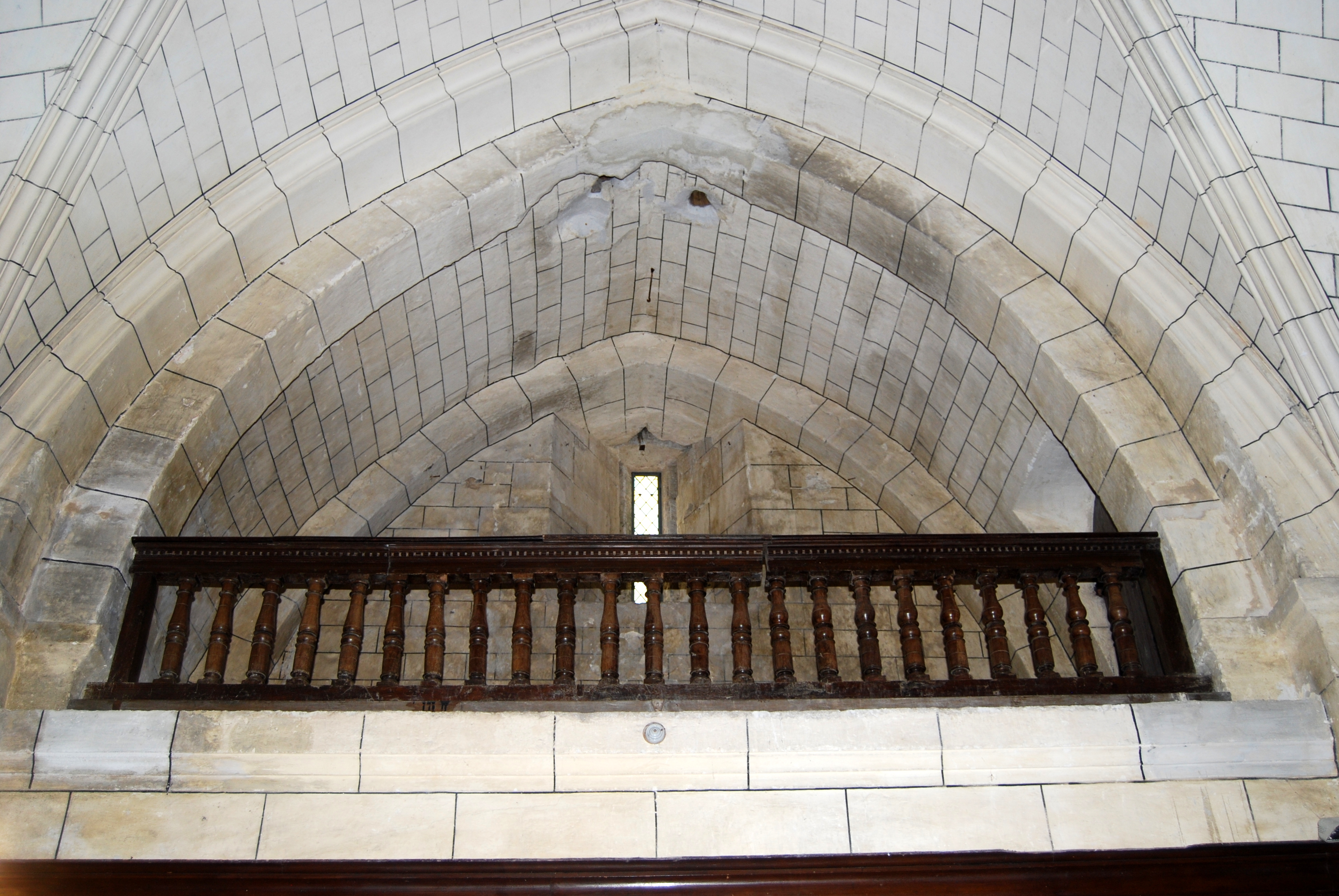
La Tribune

La sacristie a été restaurée. On trouve déposé un morceau de bas-relief représentant  La Cène.

La sacristie
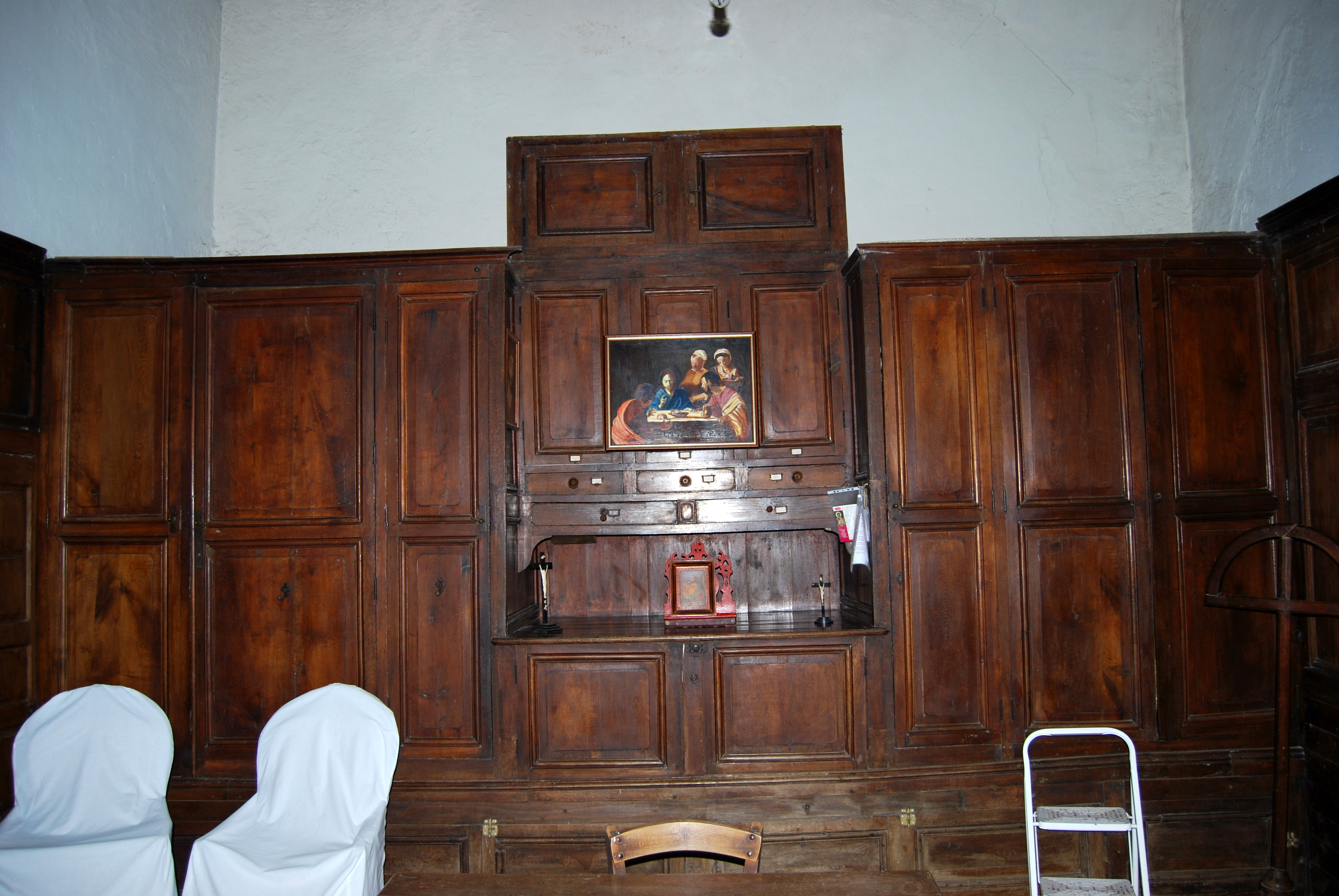
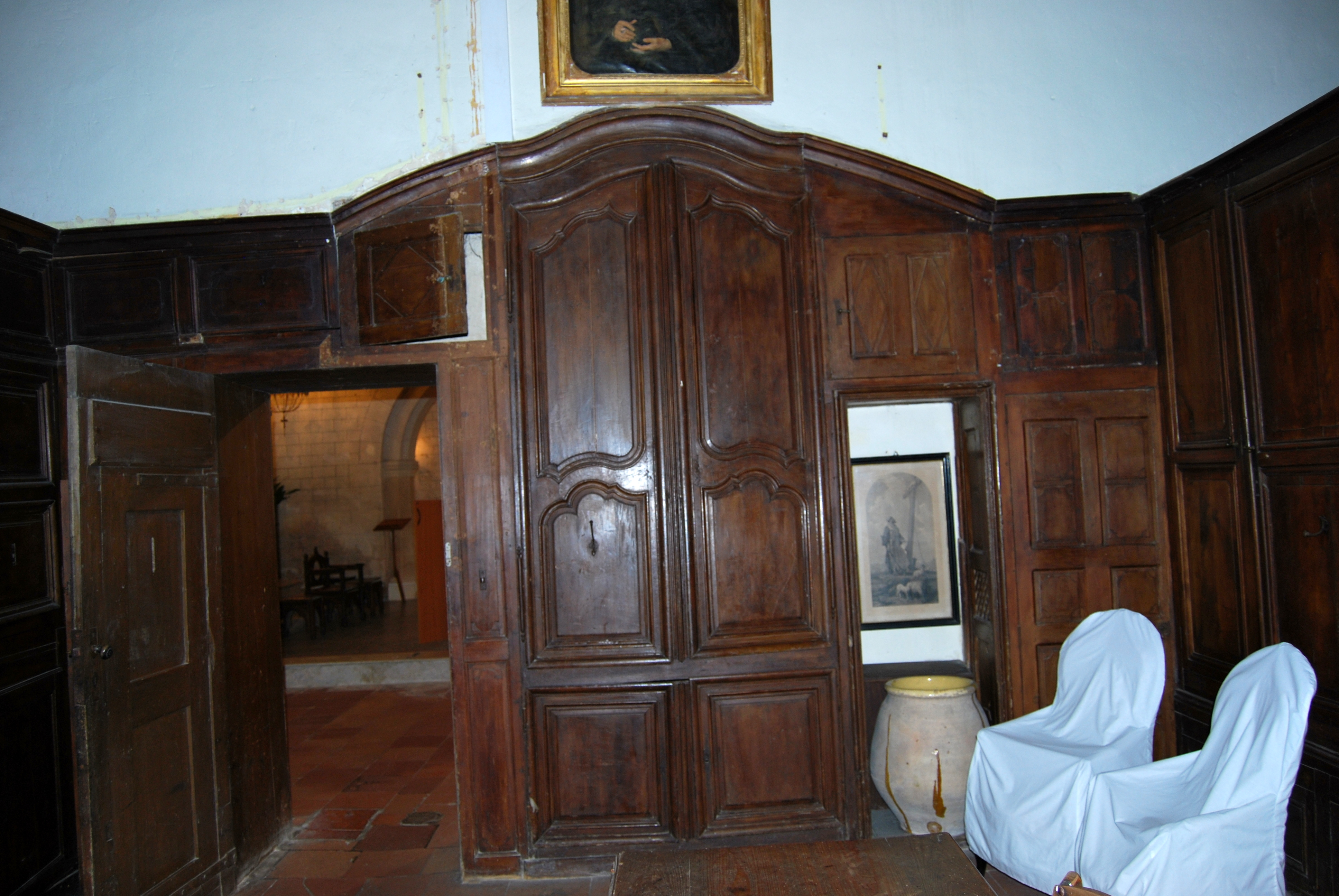
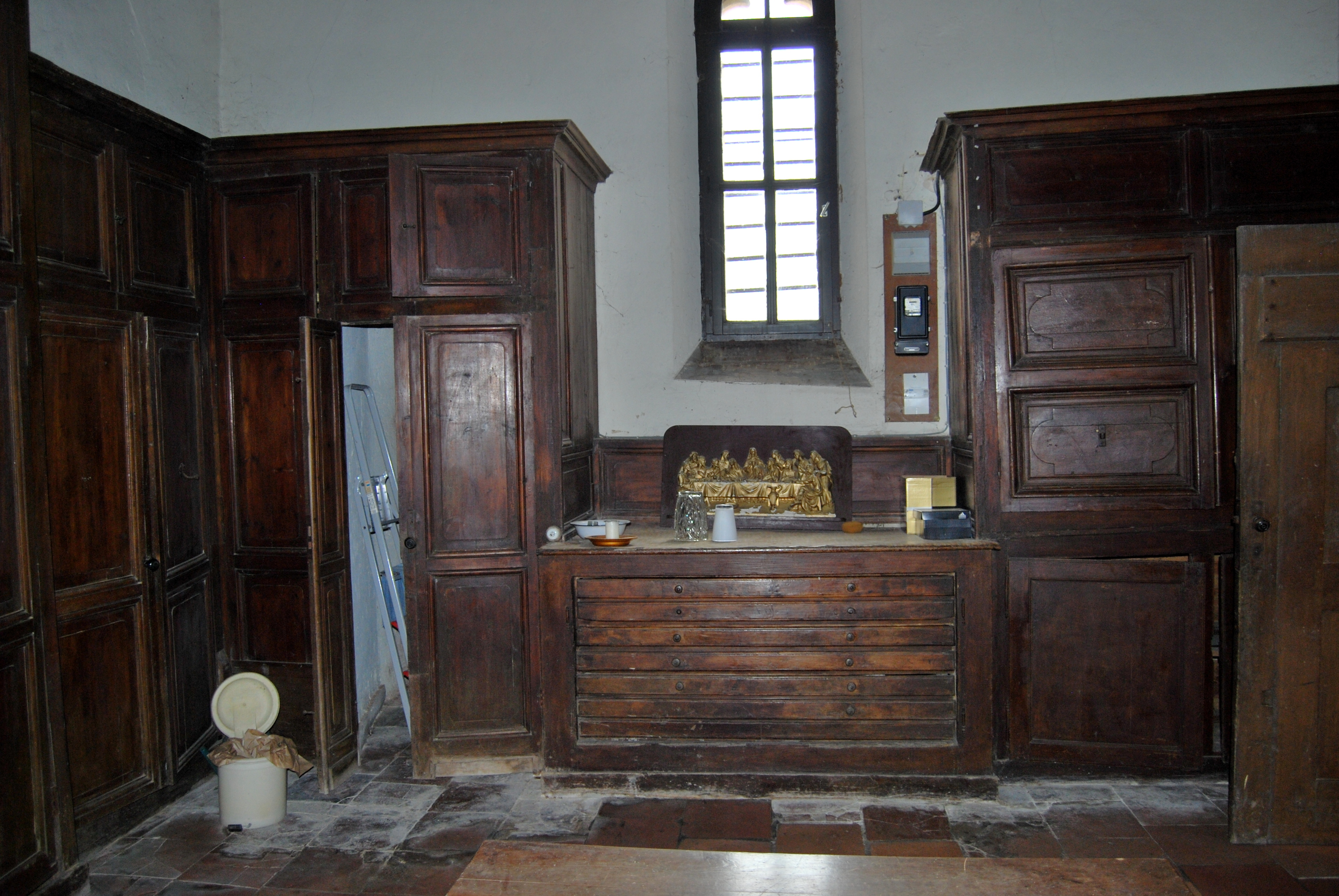
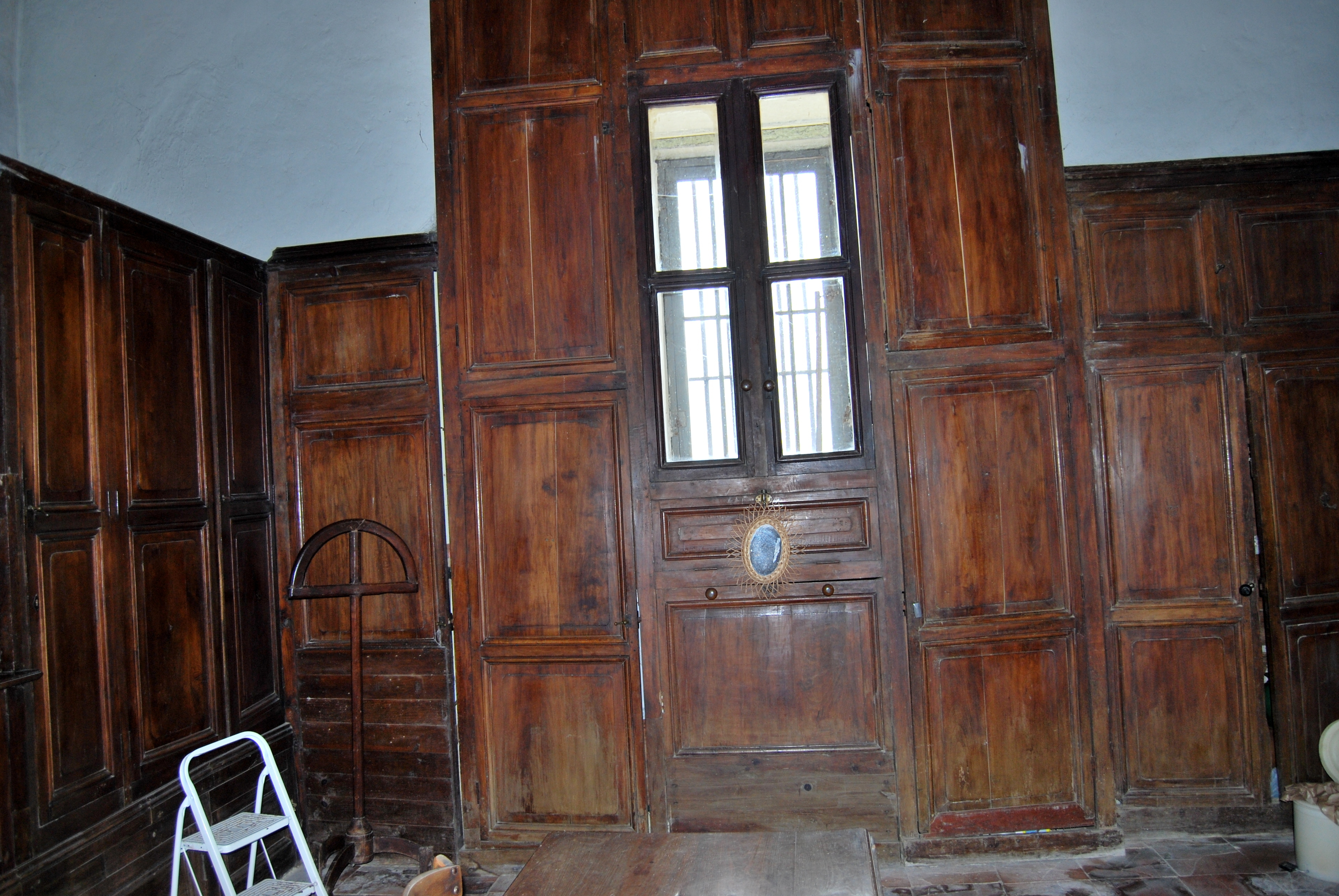
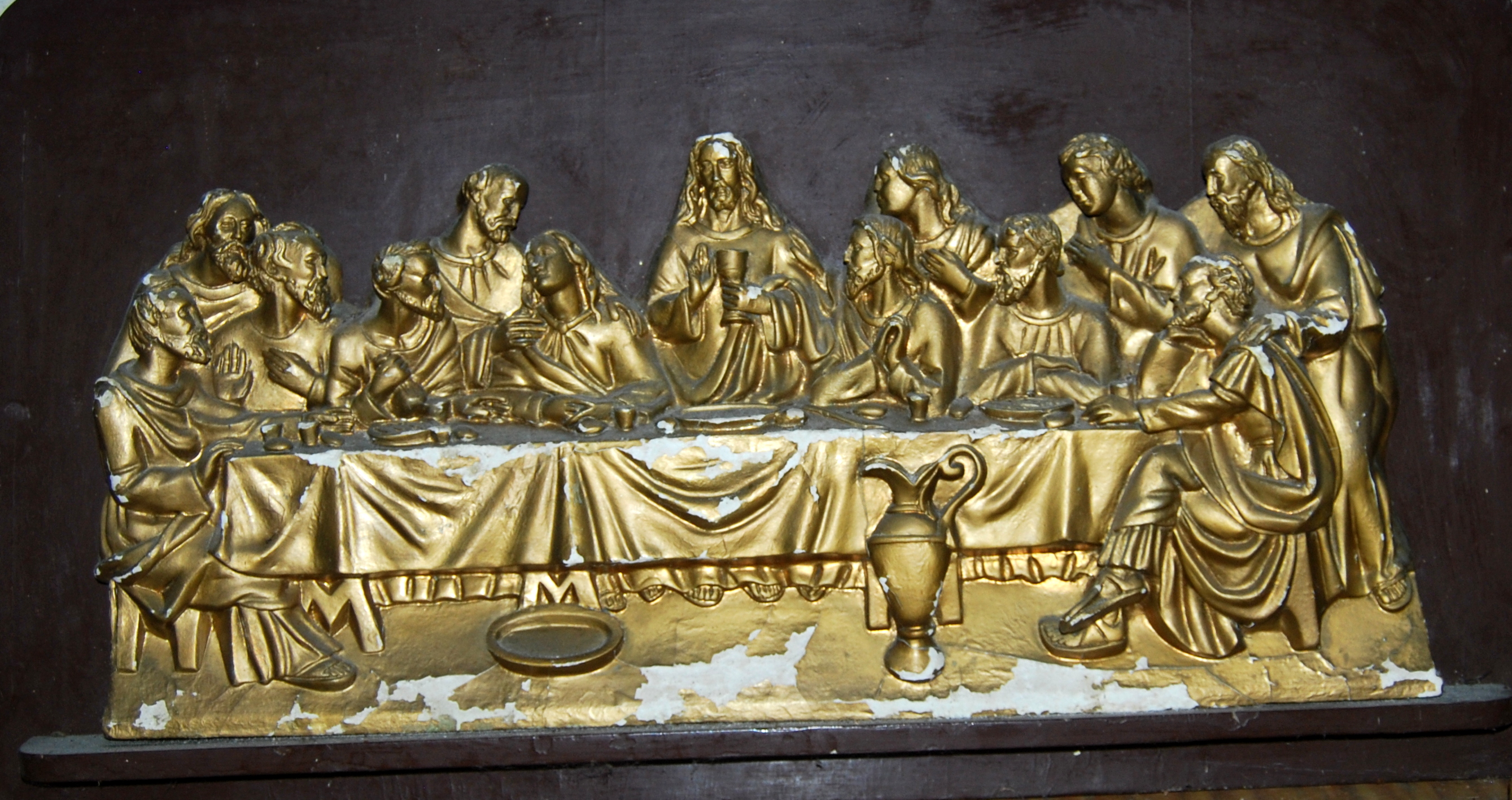

De nombreuses statues en plâtre ornent l'intérieur de l'édifice. Elles datent de la fin du XIXe siècle.

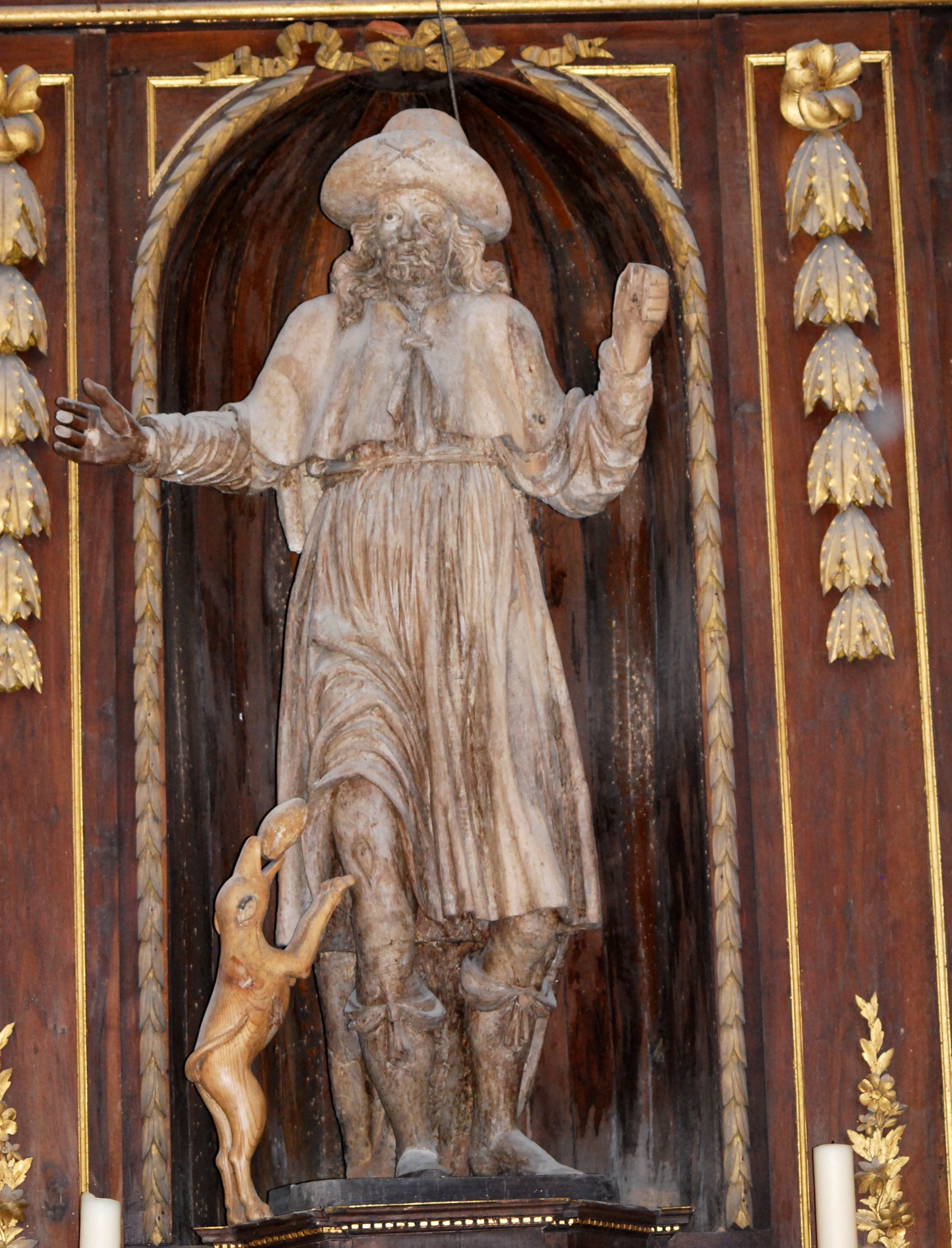
Saint Roch
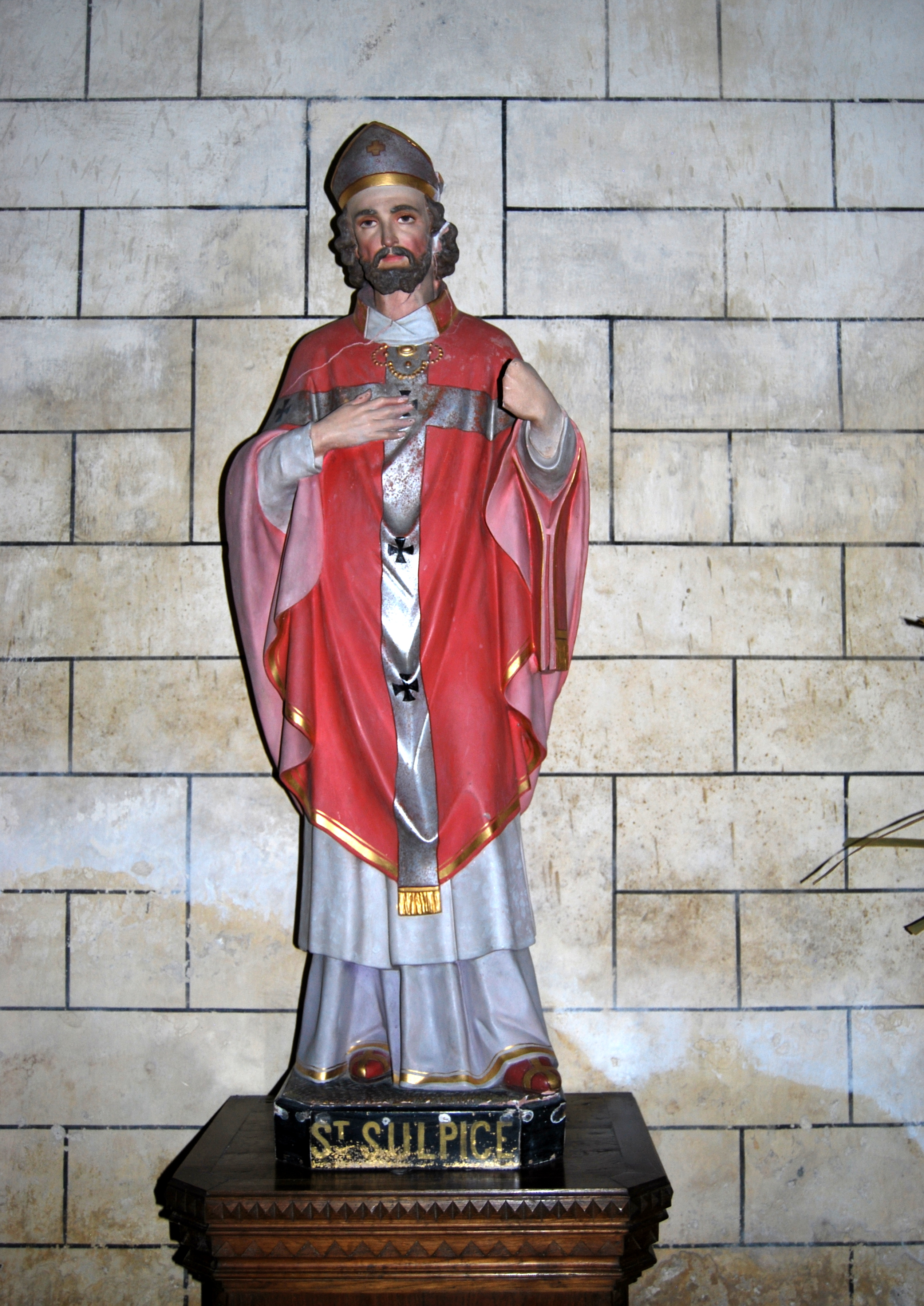
Saint Sulpice
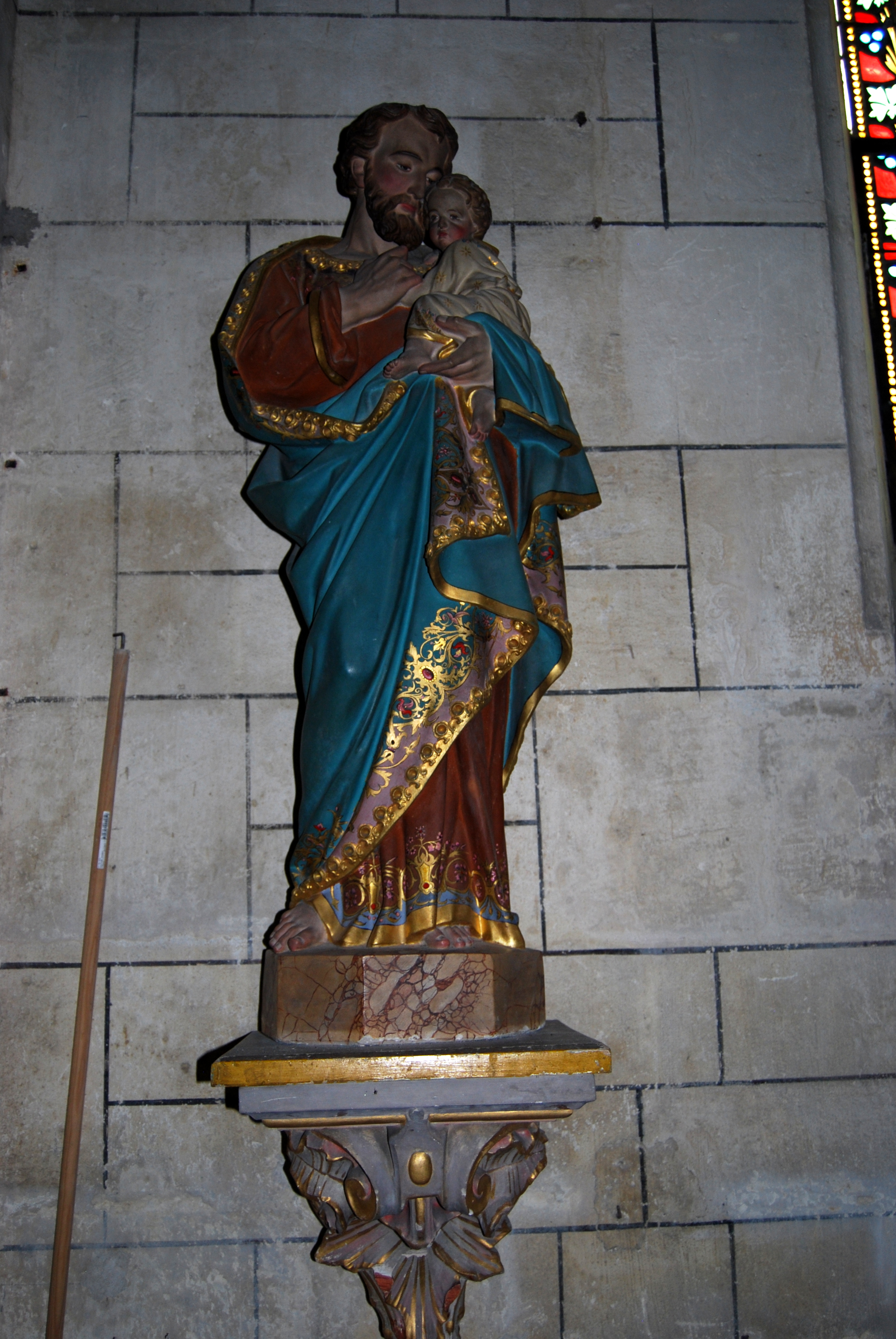
Saint Joseph
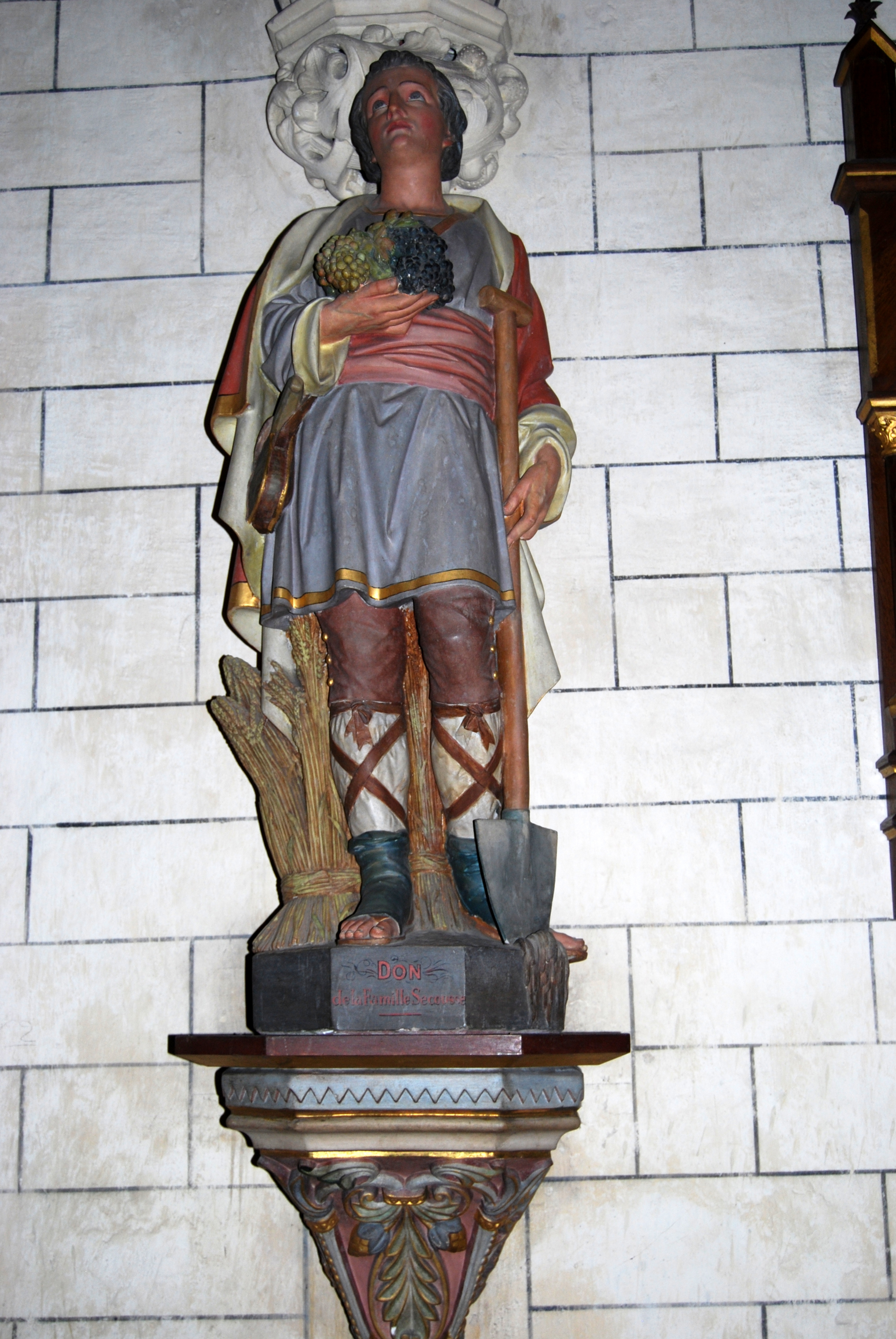
Saint Fiacre
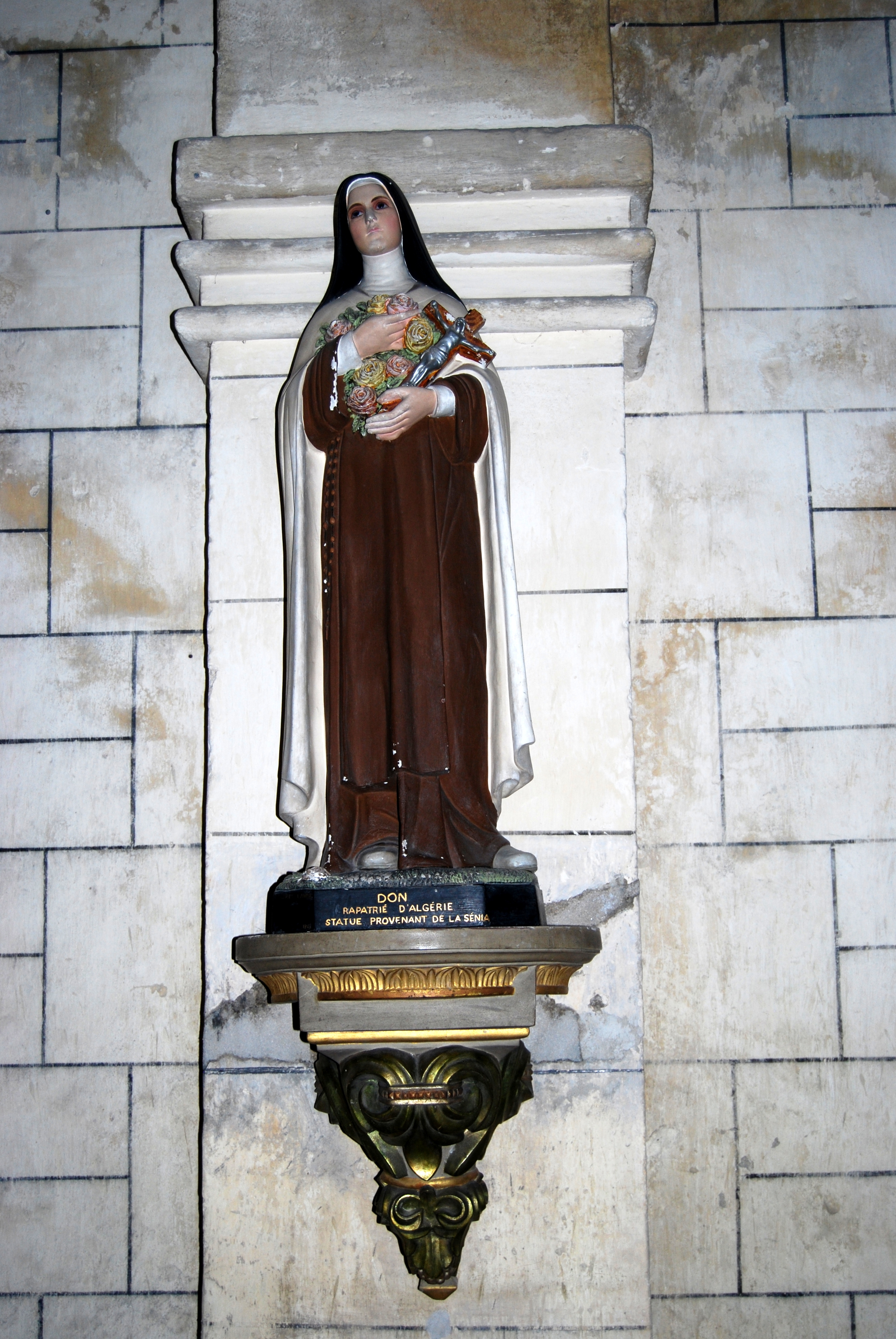
Sainte Thérèse de l'Enfant-Jésus
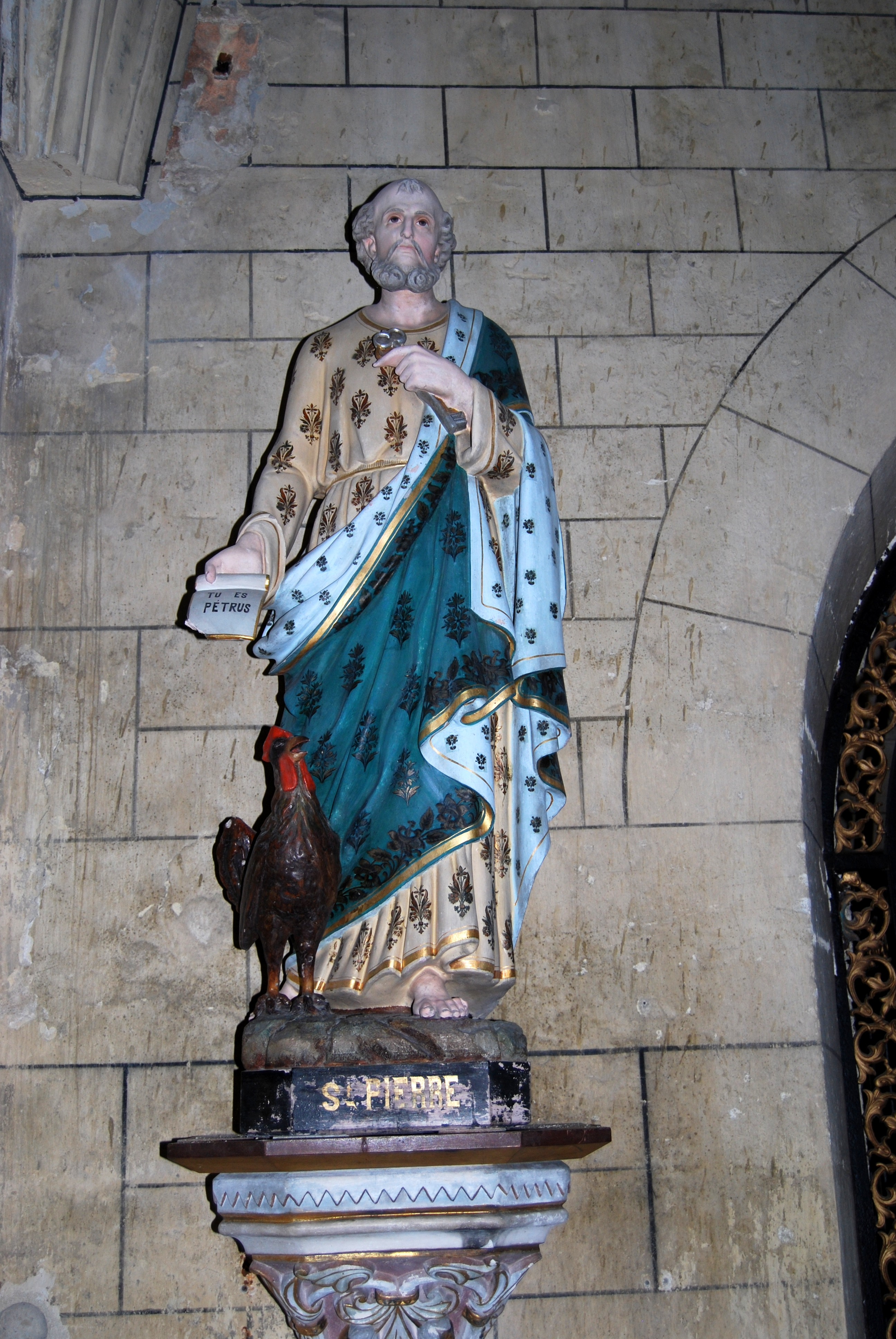
Saint Pierre
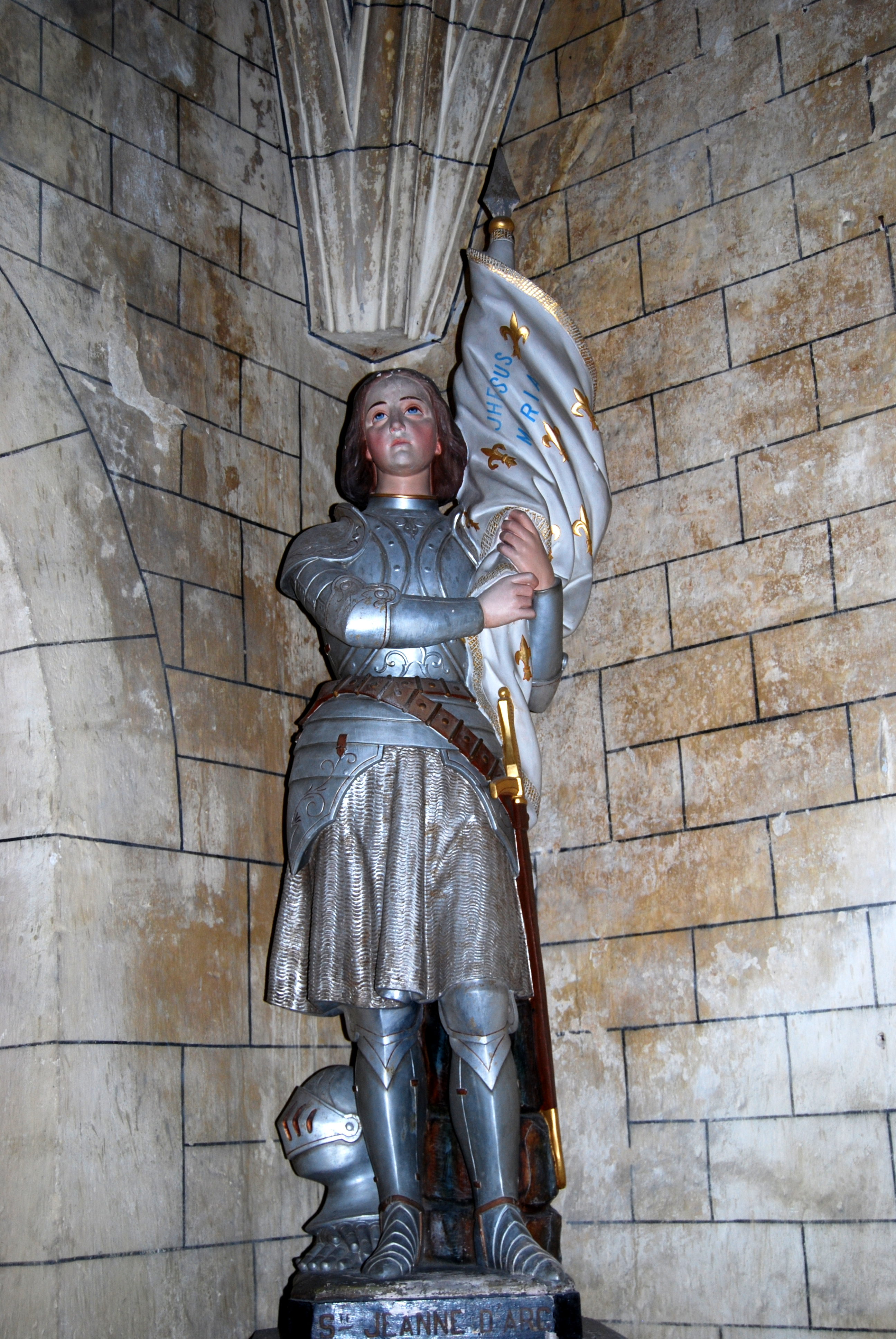
Sainte Jeanne d'Arc
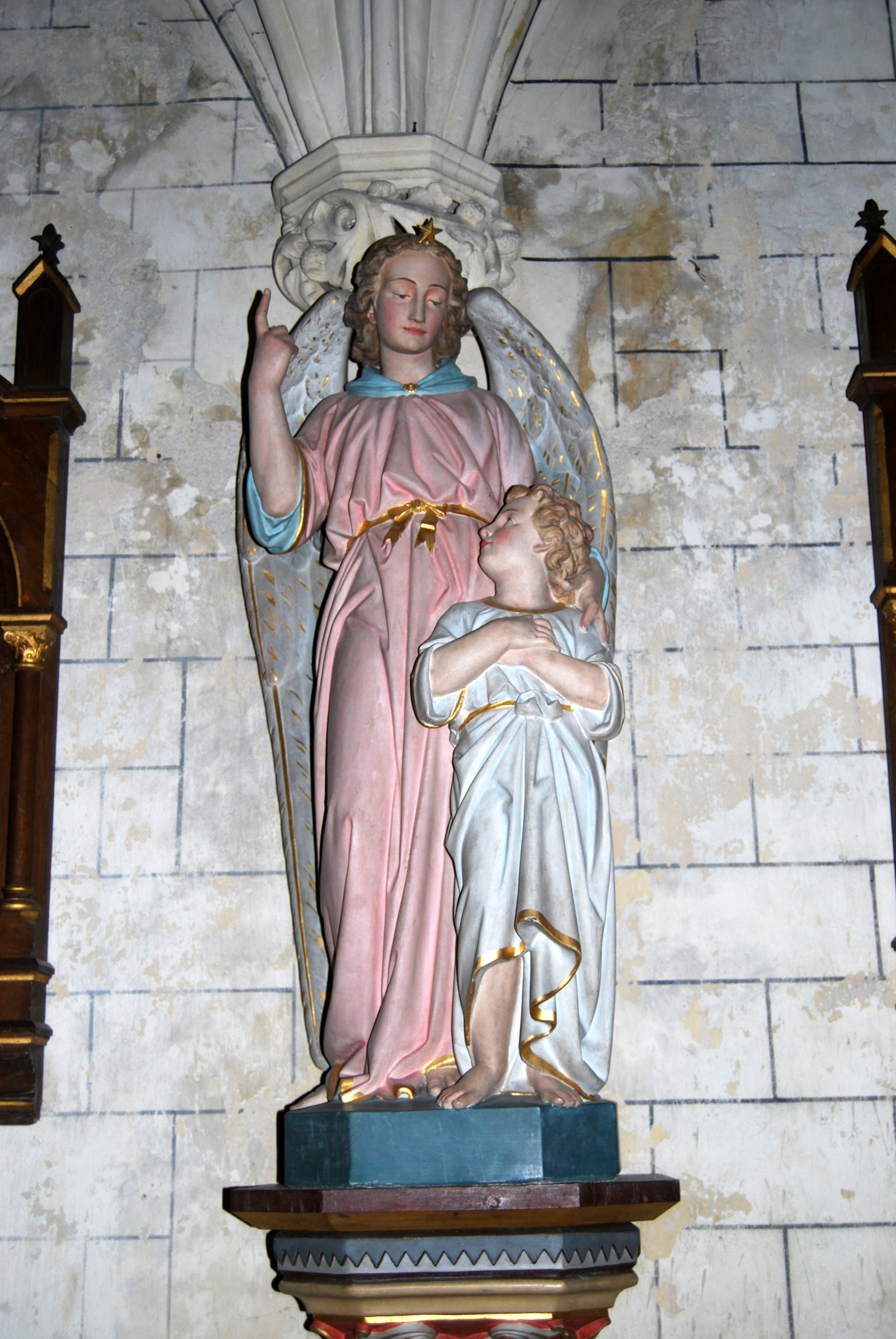
Saints Anges gardiens
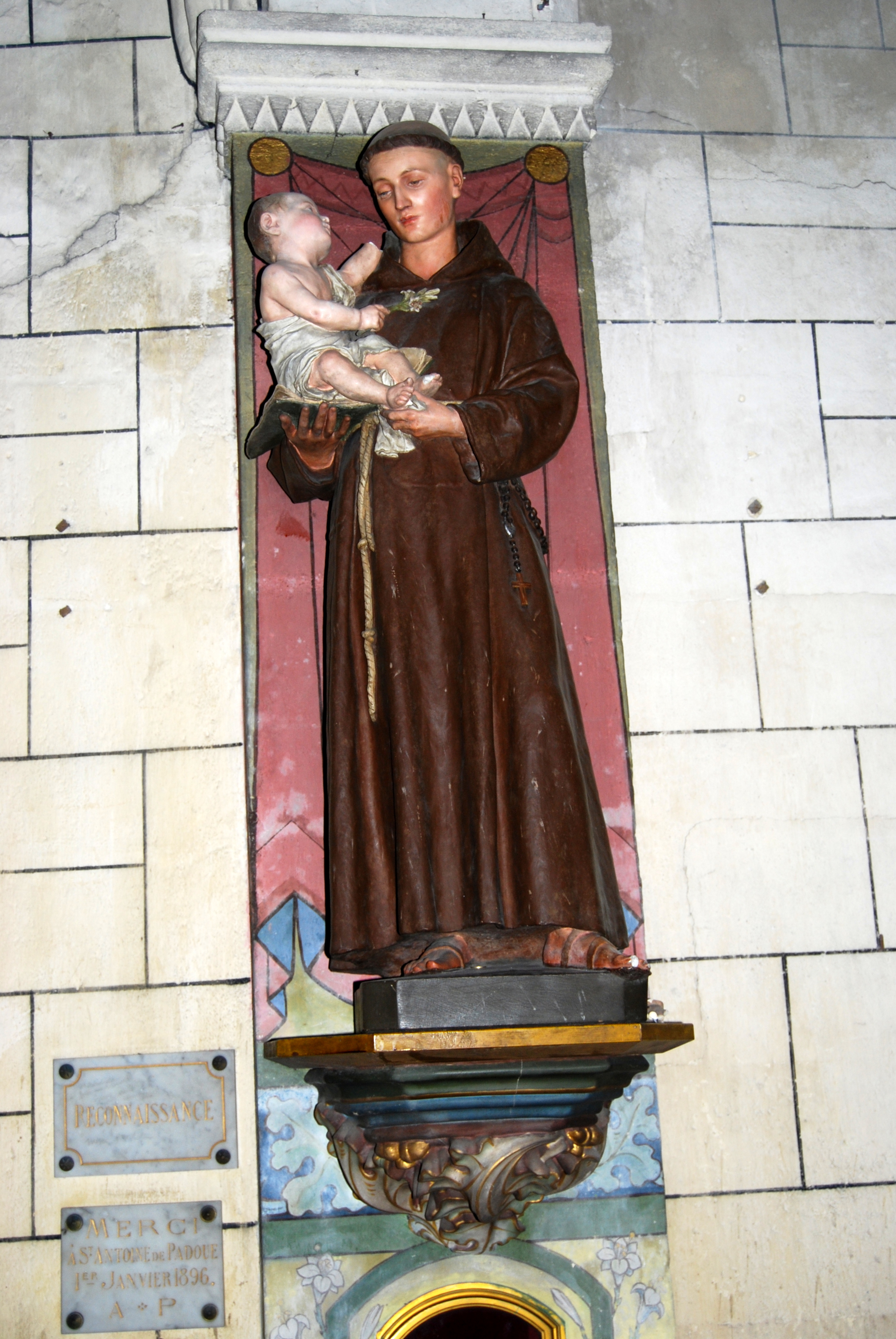
Saint Antoine de Padoue
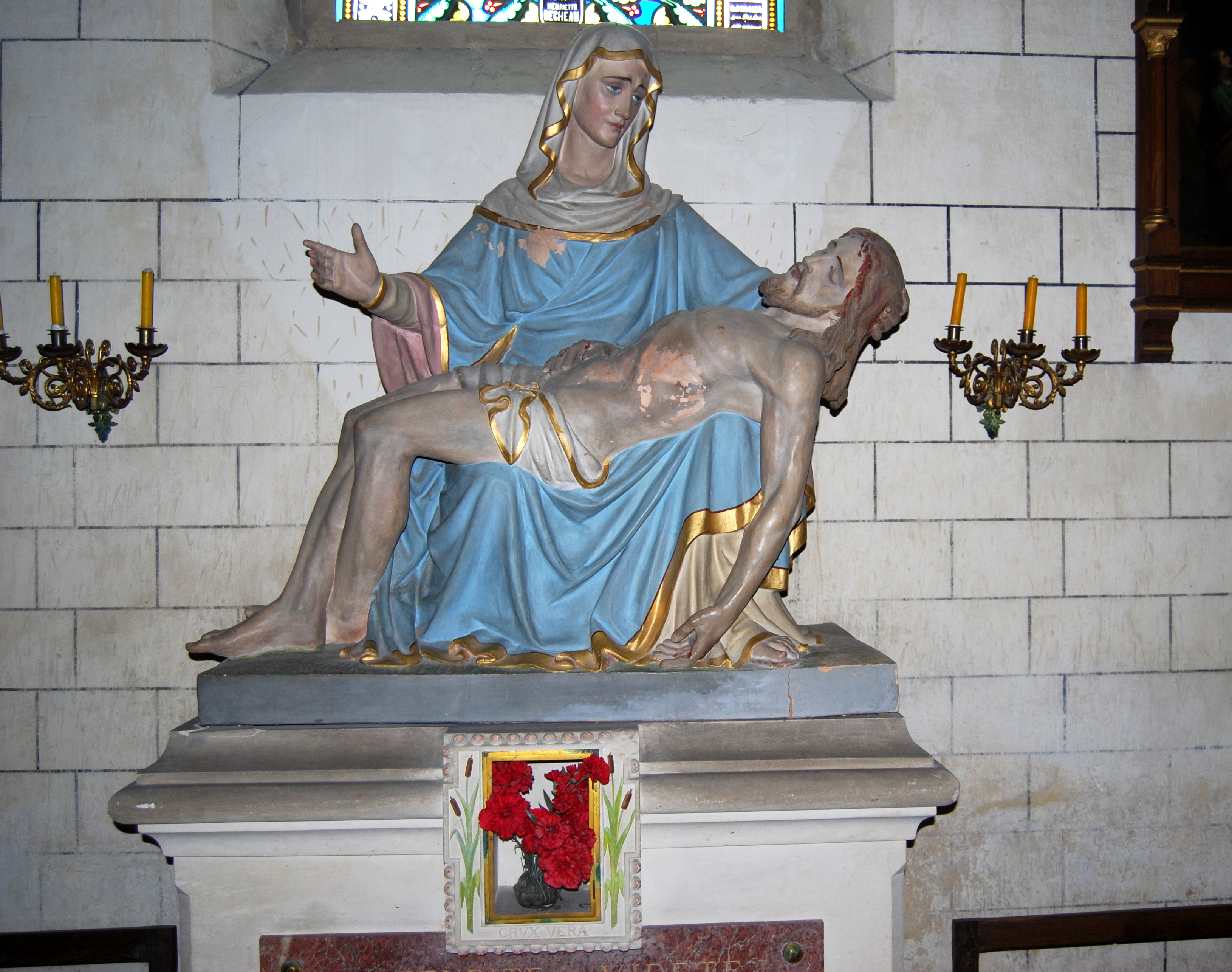
Pietà
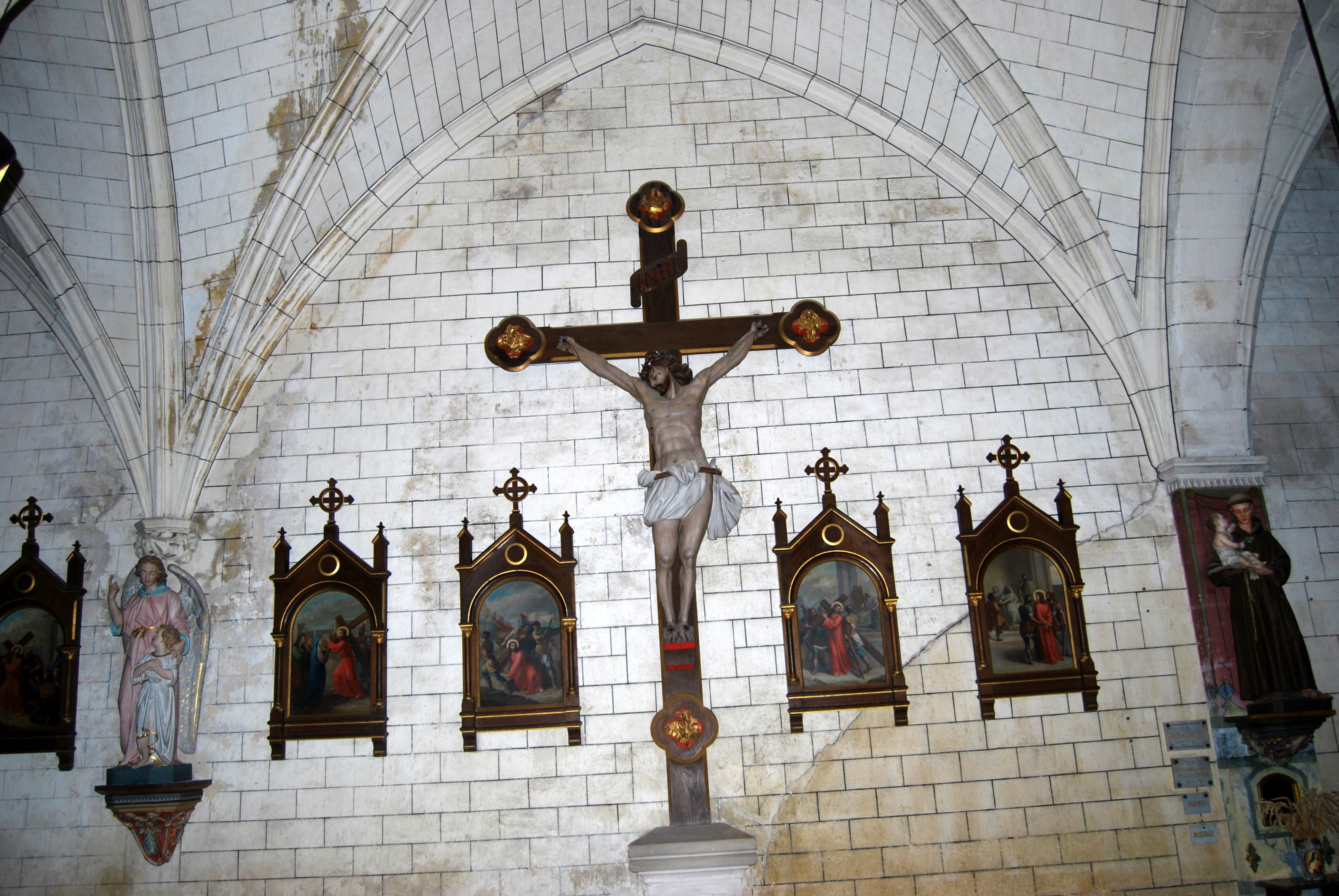
Crucifixion

Les vitraux : Les vitraux sont les dons des familles Garros, Bechau et Vinatie de Saint-Sulpice et Cameyrac. Ils sont l'œuvre du peintre verrier bordelais François Henri Curcier et datent de 1895.

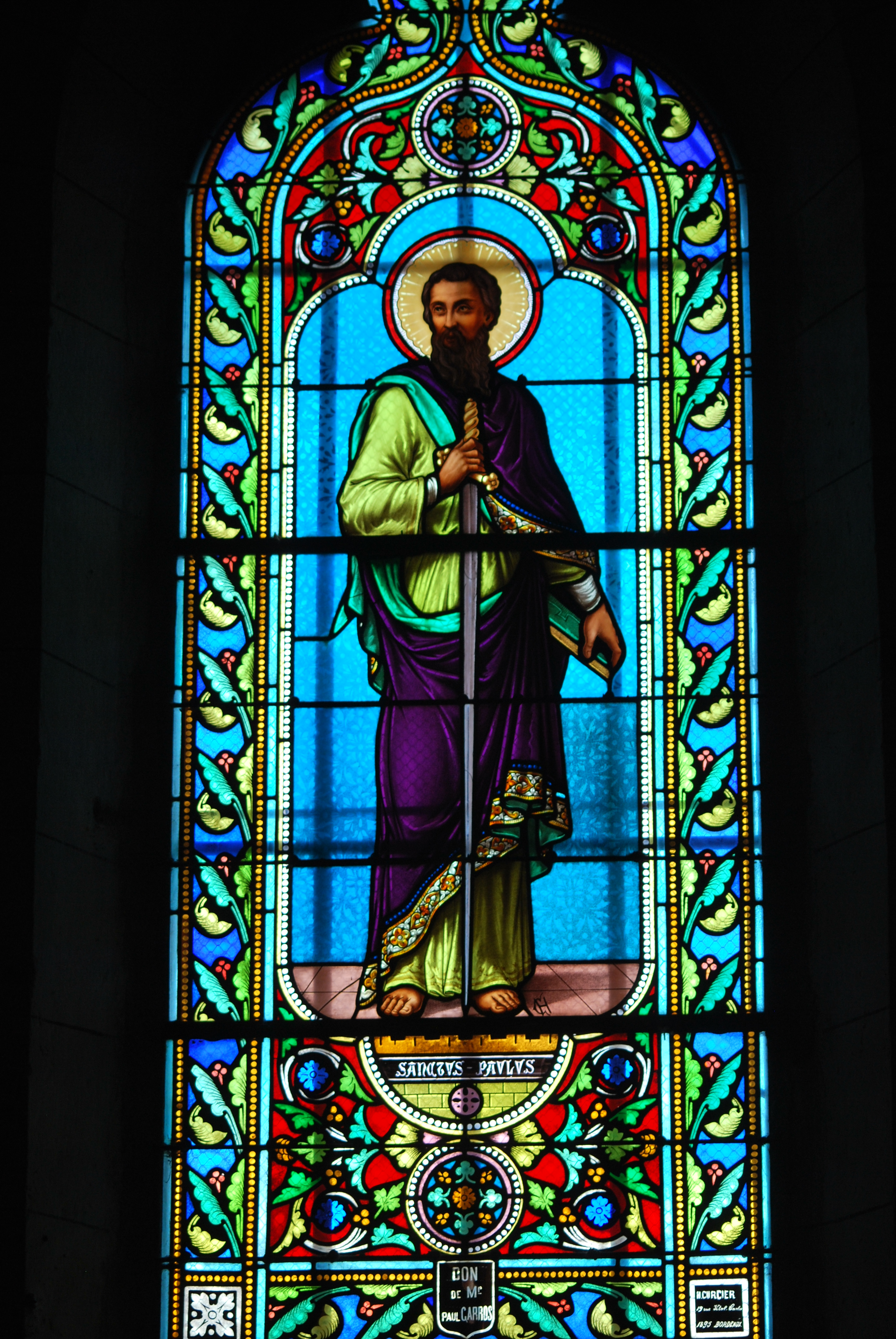
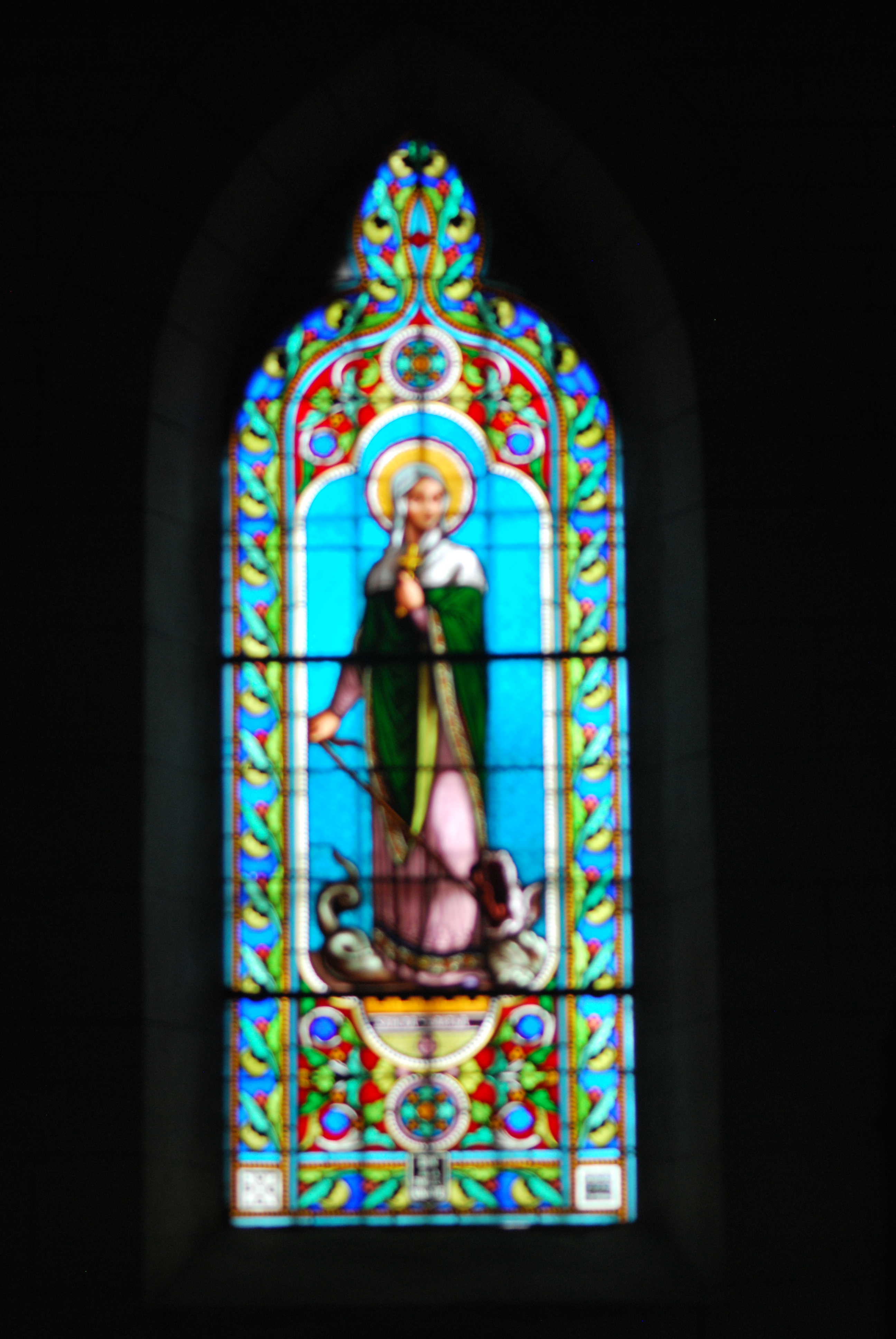
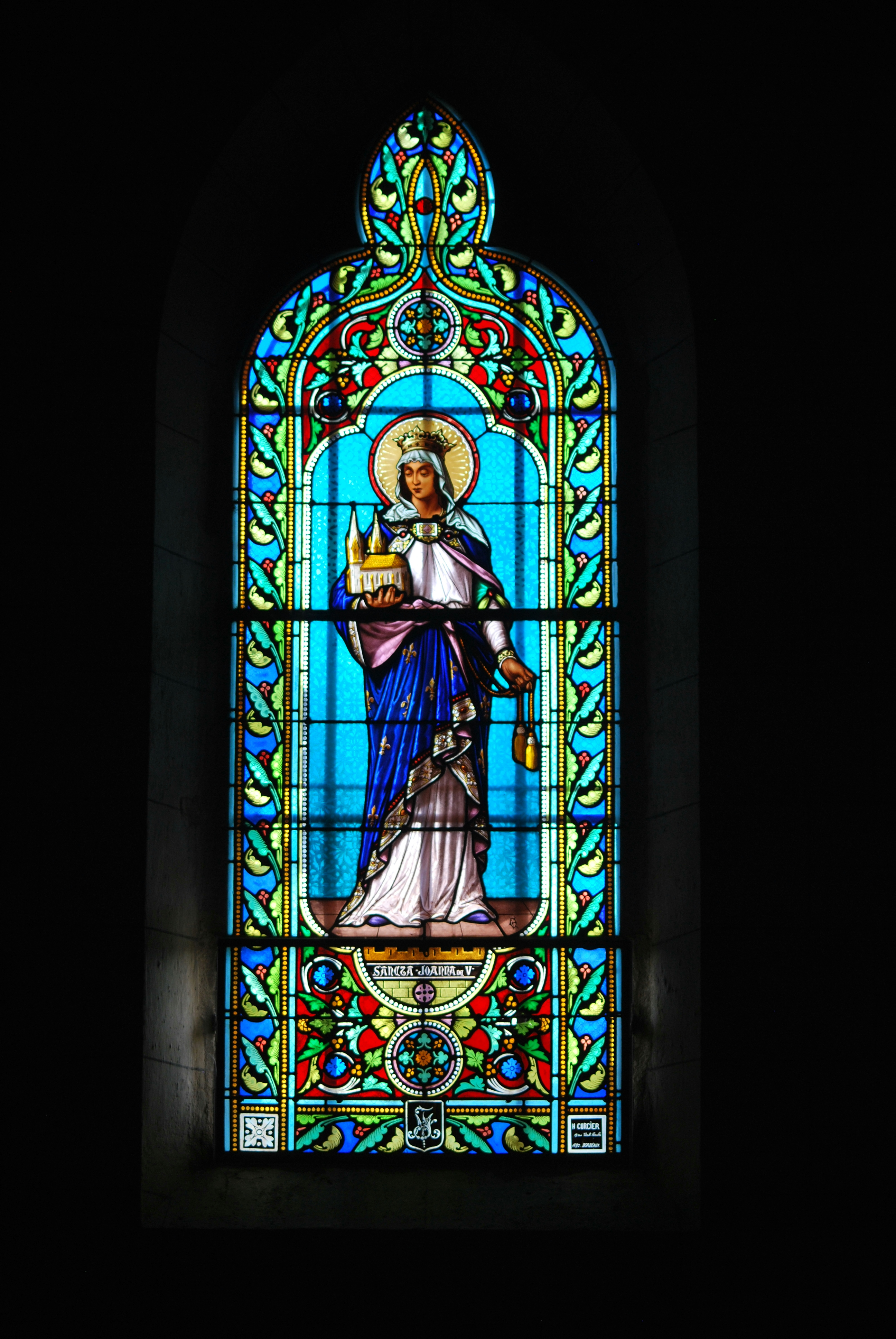
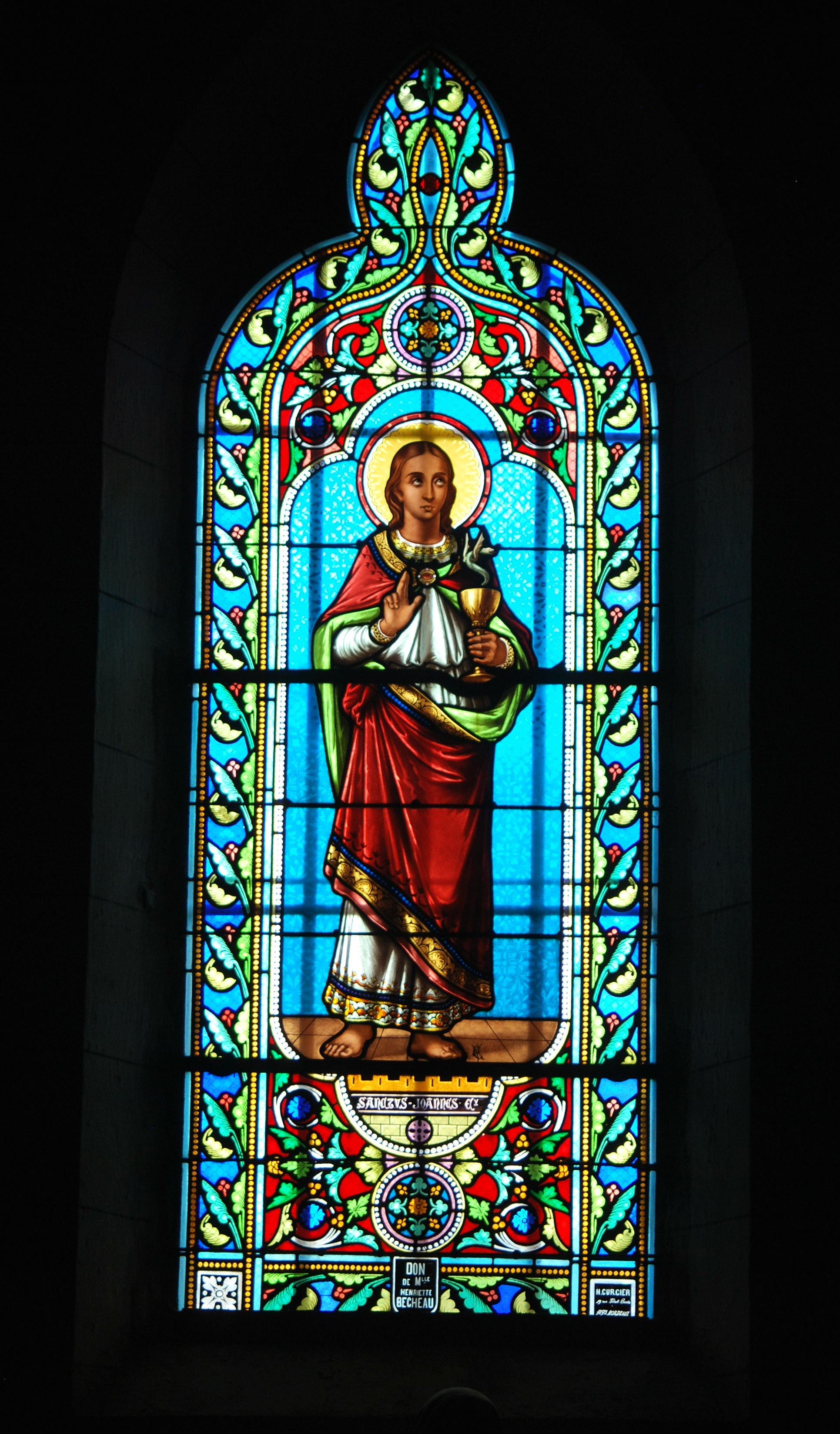
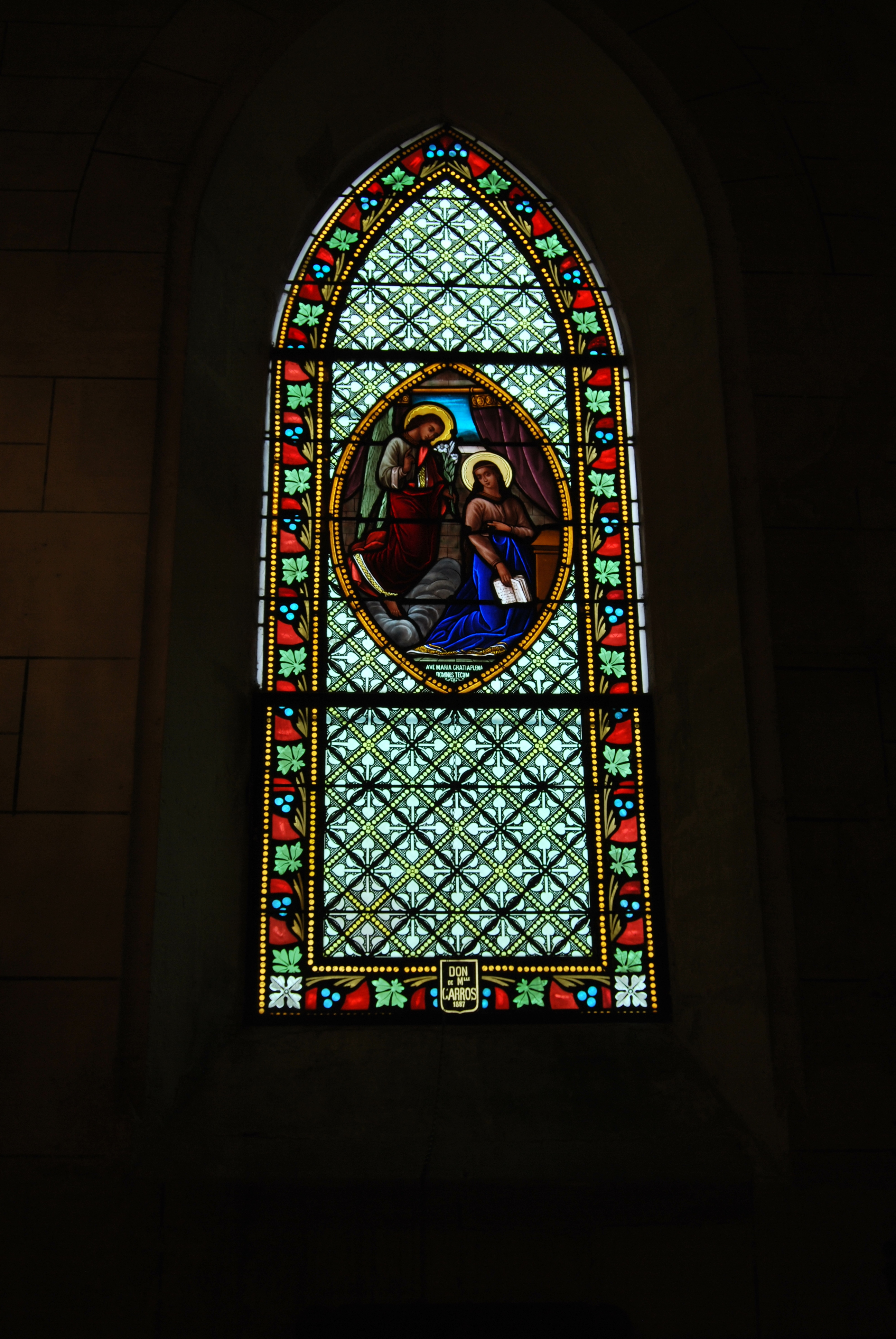

## L'extérieur
- Croix de cimetière A : La croix de l'église, située à droite de l'entrée ouest, est une croix de cimetière datée du XVIe siècle

- Croix de cimetière B : Cette croix se trouve au centre de l'actuel cimetière. Elle a été offerte en 1894 par le conseil municipal sous la présidence de M. Jean Rivière, maire.

- Monument aux morts : Le monument est situé devant la face nord de l'église. Elle se compose d'un socle surmonté d'un soldat en bronze élaboré par Edmond Chrétien, sculpteur bordelais, en 1921. Cet ensemble est entouré de huit obus.

- Cadran solaire : Sur le côté sud de la façade orientale de l'église un cadran solaire, datant du XVIe ou XVIIe siècle.

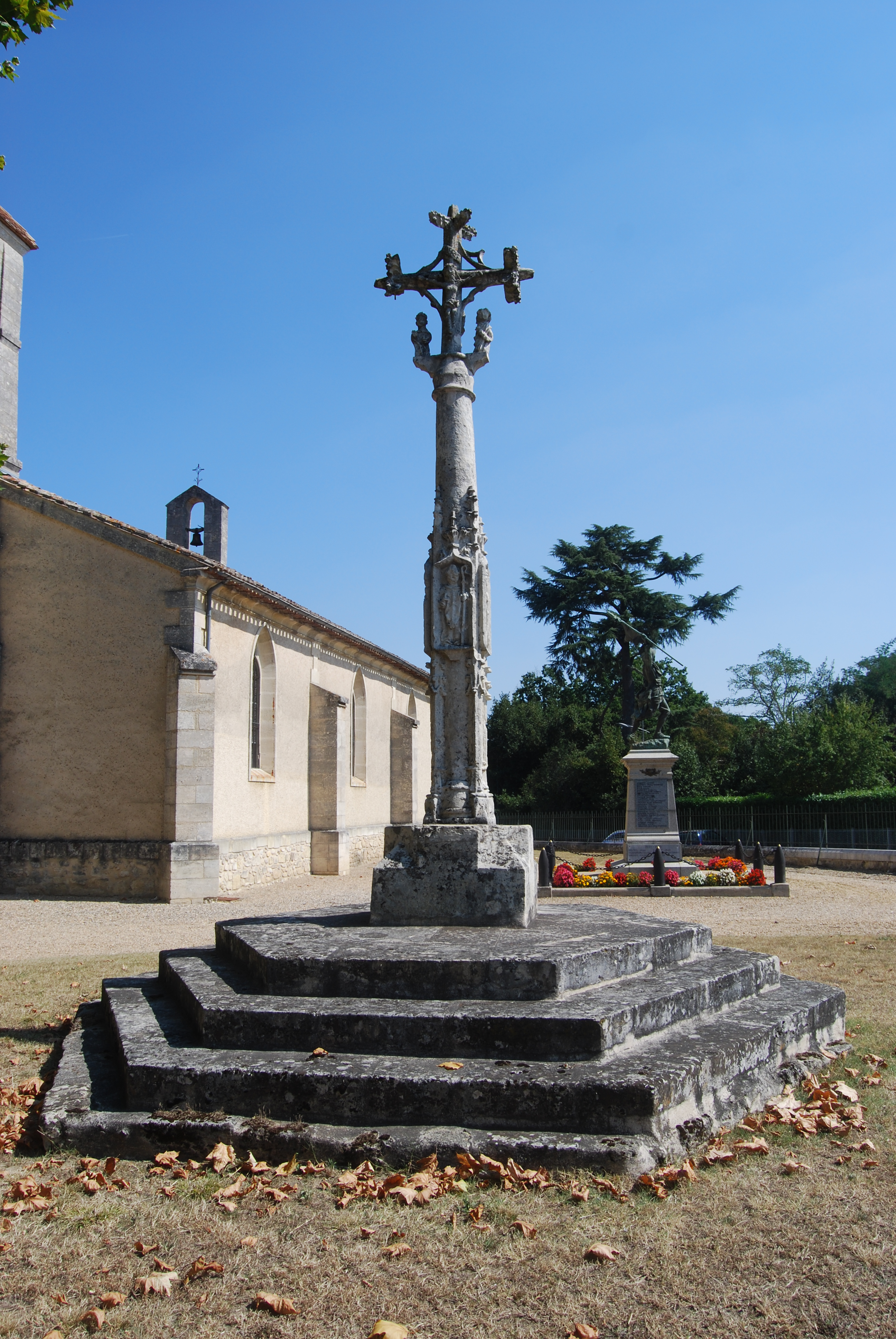
Croix classée
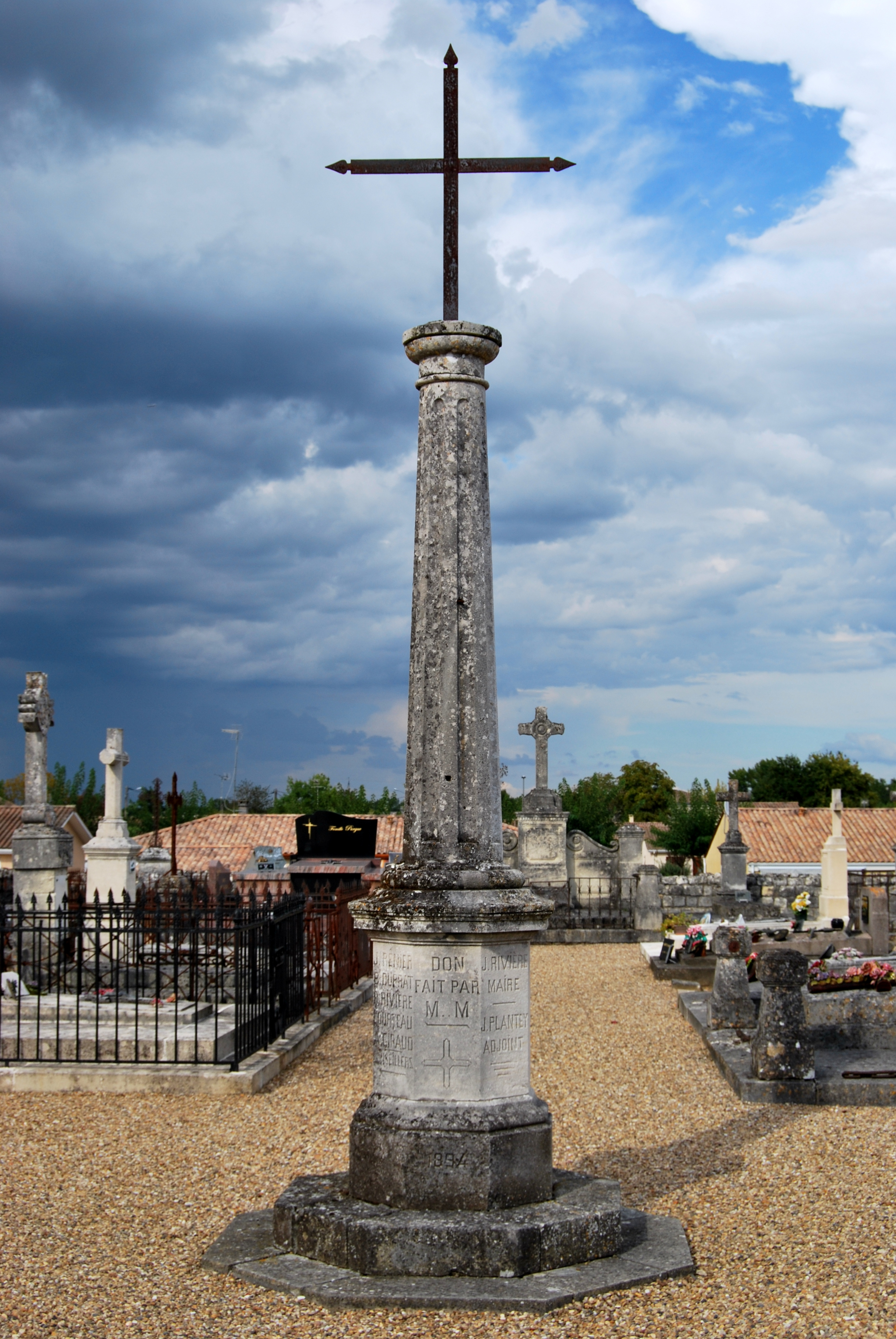
La croix du cimetière
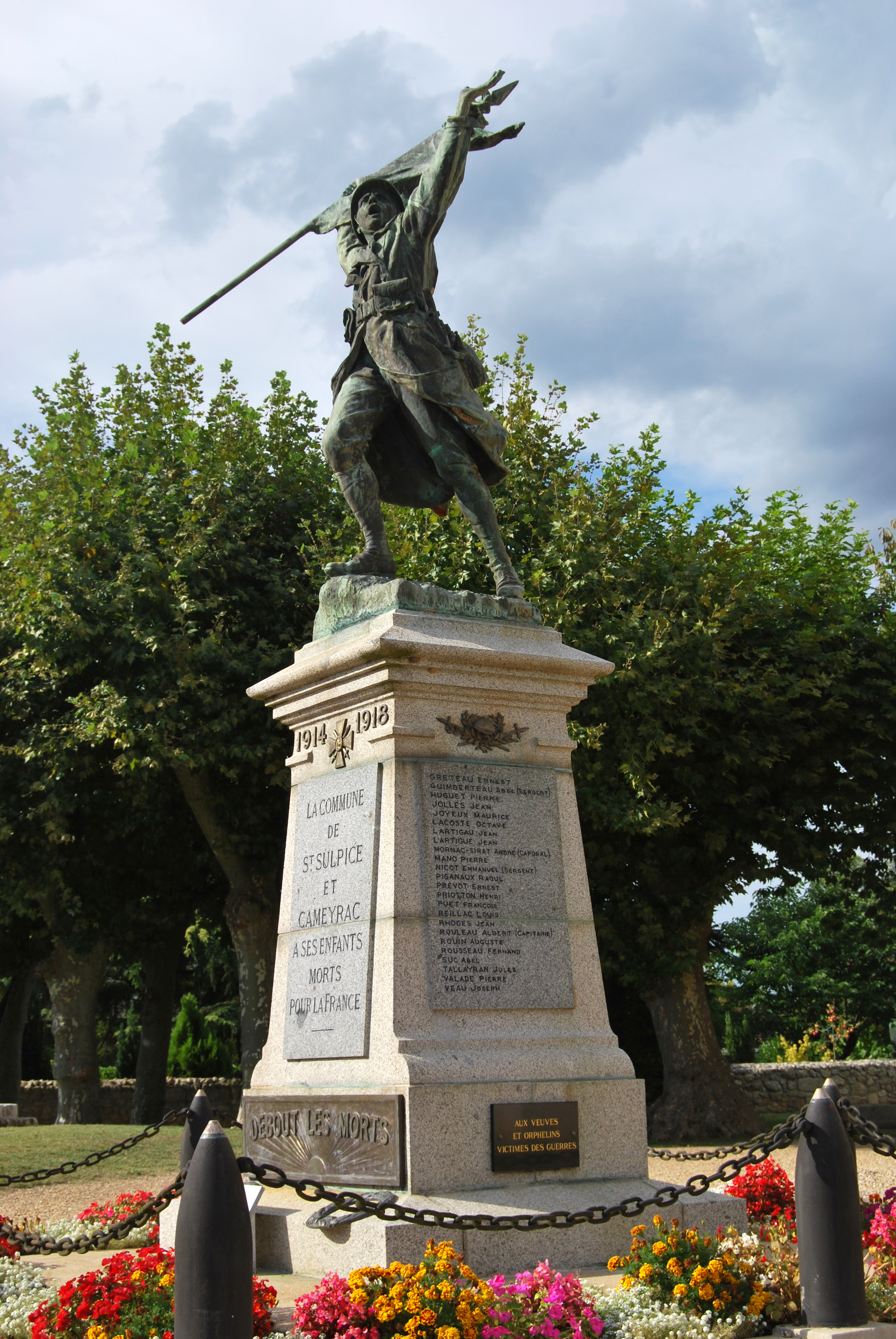
Monument aux Morts
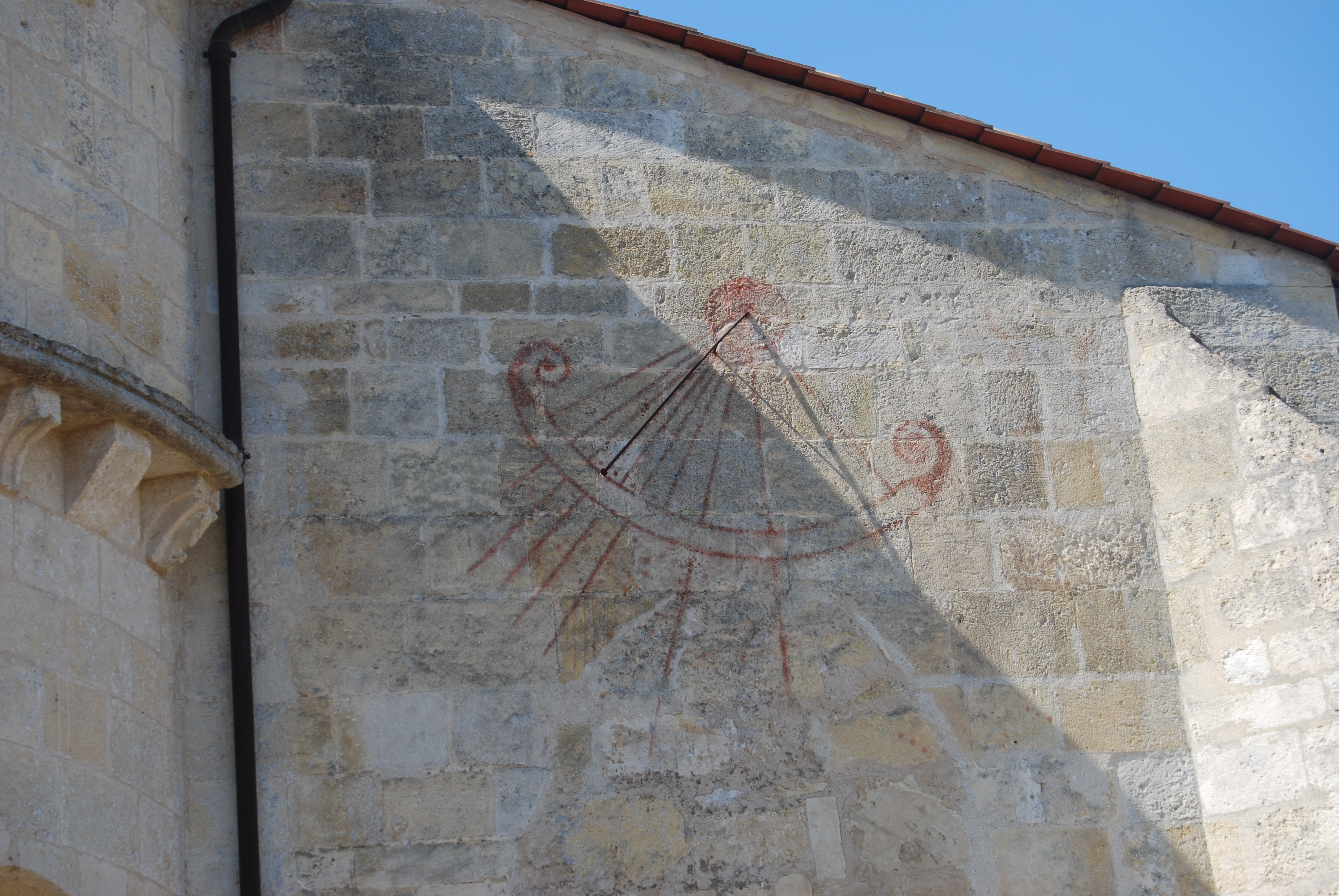
Cadran solaire

L'abside a été inscrite au titre des monuments historiques par arrêté du 21 décembre 1925.